# レーダ＝ヴィーデンブリュック
レーダ＝ヴィーデンブリュック (ドイツ語: Rheda-Wiedenbrück,  Media:Rheda-Wiedenbrück.ogg) は、ドイツ連邦共和国ノルトライン＝ヴェストファーレン州東部デトモルト行政管区のギュータースロー郡に属す中規模郡所属市である。この街は、1970年の地域再編により、レーダ市とヴィーデンブリュック市、それにその周辺町村であるバーテンホルスト、リンテル、ザンクト・ヴィートおよびノルトレーダ＝エムスが合併して成立した。

## 地理

### 位置
この二重都市は、トイトブルクの森から南に約 30 km 離れたヴェストファーレン盆地内のエムスザントエーベネ（エムス川沿いの砂地の土地）に位置している。かつて独立した都市であったレーダとヴィーデンブリュックとの間は、連邦アウトバーン A2号線によって隔てられている。ただし、このアウトバーンは歴史的な両市の境界線上を走っているわけではない。市内をエムス川が流れている。最寄りのより大きな都市には、約11 km の距離にあるギュータースロー、約 20 km のリップシュタット、約 35 km 離れたビーレフェルトおよびパーダーボルン、約 55 km 離れたハムがある。
エムス川は南東方向から本市に流れ込むヴィーデンブリュック屋外プール付近で分流が北に向かって分岐する。エムス川と分流はヴィーデンブリュック旧市街を囲むようにして流れ、ラーツギムナジウムの高台にあるエムス湖の裏手で再び合流する。エムス川はその後、1988年にランデスガルテンシャウが開催されたヴィーデンブリュック中心部とレーダ中心部とを結ぶ敷地を抜けて市域の北端からこの街を離れてゆく。エムス川の小さな支流がいくつもこの街の市内にある。たとえば、ハーメルバッハ川やオイステルンバッハ川などである。この他に特筆すべき水域としては、アウトバーンのレーダ＝ヴィーデンブリュック・インターチェンジ北東をA2号線沿いにあるブクセルス湖、レーダ北東のエムス川沿いにあるベーニシュ湖、ヴィーデンブリュック東部のヴァーペルバッハ川沿いのリンテラー湖がある。合併して1つの都市を構成しているかつての2つの都市を特徴付けているのがエムス川沿いに何 km にもわたって伸びる緑地帯である。この緑地帯はヴィーデンブリュック内市街のエムス湖付近から始まる。市域全体が南から北に向かって下っている。都市の市街地の外は農業が主体である。比較的広い森林環境は、レーダ市区の東側や、市北東部のエムス川とギュータースローとの間のレーダの森に見られる。

### 地質学

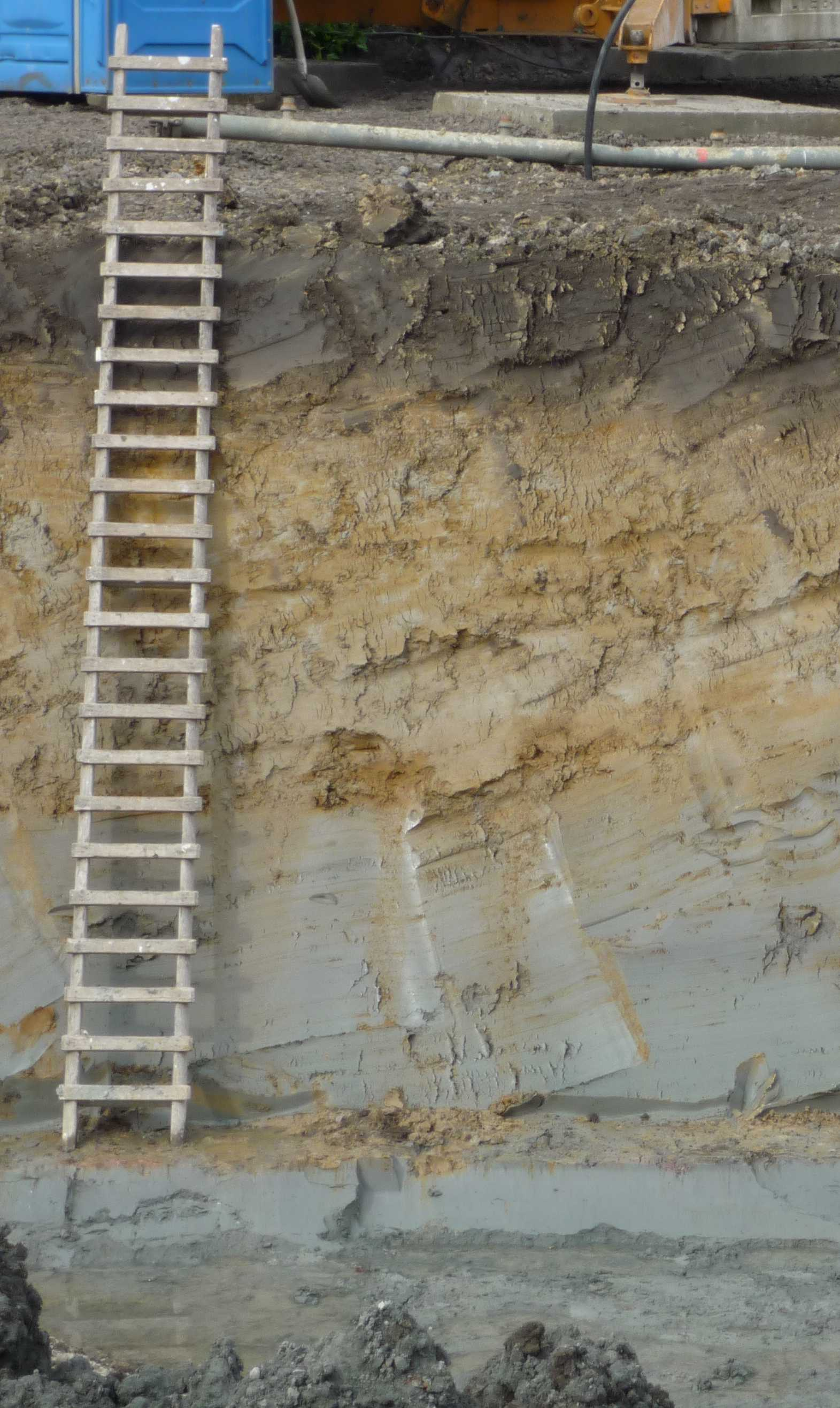
エムス湖付近の基礎溝に見られる地層

地盤の奥深くは、古生代（デボン紀、石炭紀）の褶曲した岩の地層である。その上を約 1000 m の厚さに中生代（白亜紀後期）の粘土岩、石灰岩、泥灰岩が覆っている。市の西部および南西部にはベックム山地の支脈として白亜紀後期の泥灰岩や石灰・泥灰岩の地層が地表近くに存在している。ここでは、その多くはモレーンや雪解け水の沈殿物などの氷期の薄い堆積岩によって覆われている。エムス川の低地では、一部では 20 m 以上の厚さで氷期の、一部は後氷期の砂地の川の堆積物が覆っている。また、風で運ばれた細かい砂の層で覆われている箇所も所々にある。
氷期に形成されたエムスタールの粗い岩は、地下水の重要な流路となる。砂や礫は多くの地下水を通し、この水はレーダの森浄水場付近では、エムス川の水を追加することで人為的に蓄積される。ベックム山地方面では、利用できる地下水は乏しく、一部の地区で利用されているだけである。より深い地層には水がないか、あったとしても塩を多く含んだ水である。

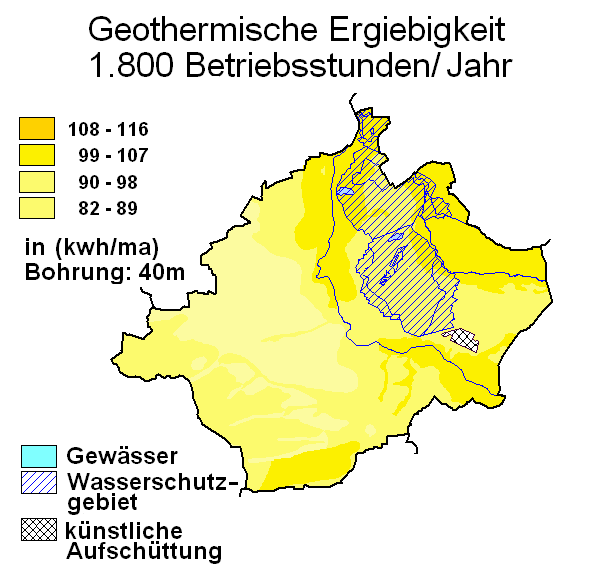
レーダ＝ヴィーデンブリュックの地熱分布図

市の西部にはスタグノゾルが広がっている。ここは湿潤と乾燥が頻繁に入れ替わる地形で、特に緑地として利用されている。排水工事を行うことで耕作地として利用することが可能となり、まずまずの収穫が得られるようになった。市域東部のエムス川周辺にはエムス川の沈殿物からポドゾルが形成されており、耕作地として利用され、豊かな収穫が得られている。低地や盆地では地表付近に地下水があり、緑地向きの環境である。一部は排水を行い耕作地としても利用されている。市域全体は、何世紀にもわたって農業に利用されてきたプラッゲン（腐植土に富んだ肥沃な土地）である。
レーダ＝ヴィーデンブリュックの市域は、地熱ゾンデによる地熱源やヒートポンプによる地熱採取については、「中程度」から「良好」な状態にある（右図参照） 。

### 市域の広がりと土地利用
「クライネ・ミッテルシュタット」（小さな中規模都市）に分類される本市の面積は 86.88 km2 である。その多くは農業用地と森林で、合わせて全市域面積の 71.3 % を占める。南北の最大幅は約 12.6 km、東西のそれは約 14 km である。
| 土地用途別面積 | 農業用地 | 森林   | 宅地、空き地 産業用地 | 交通用地 | 水域  | スポーツ用地 および緑地 | その他 |
| -------------- | -------- | ------ | --------------------- | -------- | ----- | ----------------------- | ------ |
| 面積 (km2)     | 49.18    | 12.67  | 14.60                 | 7.15     | 1.69  | 1.14                    | 0.29   |
| 占有率         | 56.7 %   | 14.6 % | 16.8 %                | 8.2 %    | 2.0 % | 1.3 %                   | 0.4 %  |

市境の全長は 50.2 km、最高地点は海抜 105 m、最低地点は海抜 66 m である。

### 隣接する市町村
レーダ＝ヴィーデンブリュック市は西から時計回りに以下の市町村と隣接する: エルデ（ヴァーレンドルフ郡、ミュンスター行政管区）、ヘルツェブロック＝クラールホルツ、ギュータースロー、リートベルク、ランゲンベルク（以上、いずれもギュータースロー郡）。

### 市の構成
レーダ＝ヴィーデンブリュックは、その基本条例 § 3 によれば、本来のレーダ、ヴィーデンブリュックの他バーテンホルスト、リンテル、ザンクト・ヴィートの 3つの地区で構成されている。2004年10月1日以前はノルトレーダ＝エムスも地区した市区であったが、レーダに統合された。以下の表に各市区の人口（2015年1月1日現在）と面積を示す。
| 地区名               | 地区名      | 人口（人） | 面積 (km2) | レーダ＝ヴィーデンブリュック市地区図 |
| -------------------- | ----------- | ---------- | ---------- | ------------------------------------ |
| バーテンホルスト     | Batenhorst  | 1,523      | 16.90      |                                      |
| リンテル             | Lintel      | 1,542      | 21.75      |                                      |
| レーダ 1.            | Rheda       | 22,278     | 27.06      |                                      |
| ザンクト・ヴィート   | St. Vit     | 1,409      | 10.37      |                                      |
| ヴィーデンブリュック | Wiedenbrück | 21,328     | 10.57      |                                      |
| 合計                 | 合計        | 48,060     | 86.66      |                                      |

1. レーダの人口および面積はノルトレーダ＝エムスを含む

### 気候
レーダ＝ヴィーデンブリュックは穏和な中央ヨーロッパ気候に属している。この街は亜大西洋性の海洋性気候地域に位置している。冬は大西洋の影響でおおむね穏和であり、夏はかなり暑い。
亜大西洋性海洋気候であることから年間を通して湿潤で、比較的平均した降水がある。レーダ＝ヴィーデンブリュックの降水量データはないが、約 11 km 離れたギュータースロー測候所のデータが利用できる。その年間降水量の長期平均値は 761 mm である。これはドイツ全土の平均値 (700 mm) よりも多い降水量である。

## 歴史
785年頃、ヴィーデンブリュックにその萌芽となる教会が初めて建造されたと思われる。遅くとも900年頃には翼廊を持つバシリカが建設されていたことが発掘により証明されている。年輪年代学研究は、ヴィーデンブリュックのエギディウス教会の北側で発見された2つの木棺が907年から923年と926年から942年のものであると結論づけた。レーダは、早く見積もって1085年、遅くとも1088年に初めて文献に記録されている。レーダ城（初めは城砦、後に城館）は初めて記録された1170年から1807年/1815年までレーダ家の中心地であった。
ヴィーデンブリュックはアムト・レッケンベルクの首邑であり、オスナブリュック司教領の飛地であった。
後に皇帝となるオットー1世は、952年にオスナブリュック司教にヴィーデンブリュックにおける市場開催権、貨幣鋳造権、関税権を与えた。ヴィーデンブリュックで作成された985年のオットー3世の文書が知られており、この頃ここには王の宮廷があったと推測されている。
オスナブリュック司教エンゲルベルトは、1225年にヴィーデンブリュックを含む数都市に裁判所を設けた。これはオスナブリュック司教本部が領邦としてのオスナブリュック司教領に発展する出発点となった。1230年頃の貨幣がヴィーデンブリュックで作られた現存する最も古いものである。ヴィーデンブリュックは1231年に civitas（都市）と記述されている。1249年にノイシュタット（新市街）が建設され、その1年後にレッケンベルク城が初めて記録されている。
1462年頃、オスナブリュックをモデルにしてヴィーデンブリュックで最初の都市機構が成立した。ヴィーデンブリュックでは、1543年に司教フランツ・フォン・ヴァルデックの代理人ヘルマン・ボンヌスによって宗教改革がなされた。1565年にヴィーデンブリュックはルター派が優勢と見なされていた。この年のビーレフェルト会談でヴィーデンブリュックが属すアムト・レッケンベルクと隣接レーダとの境界が確定し、2つの独立した支配地域が初めて認知された。

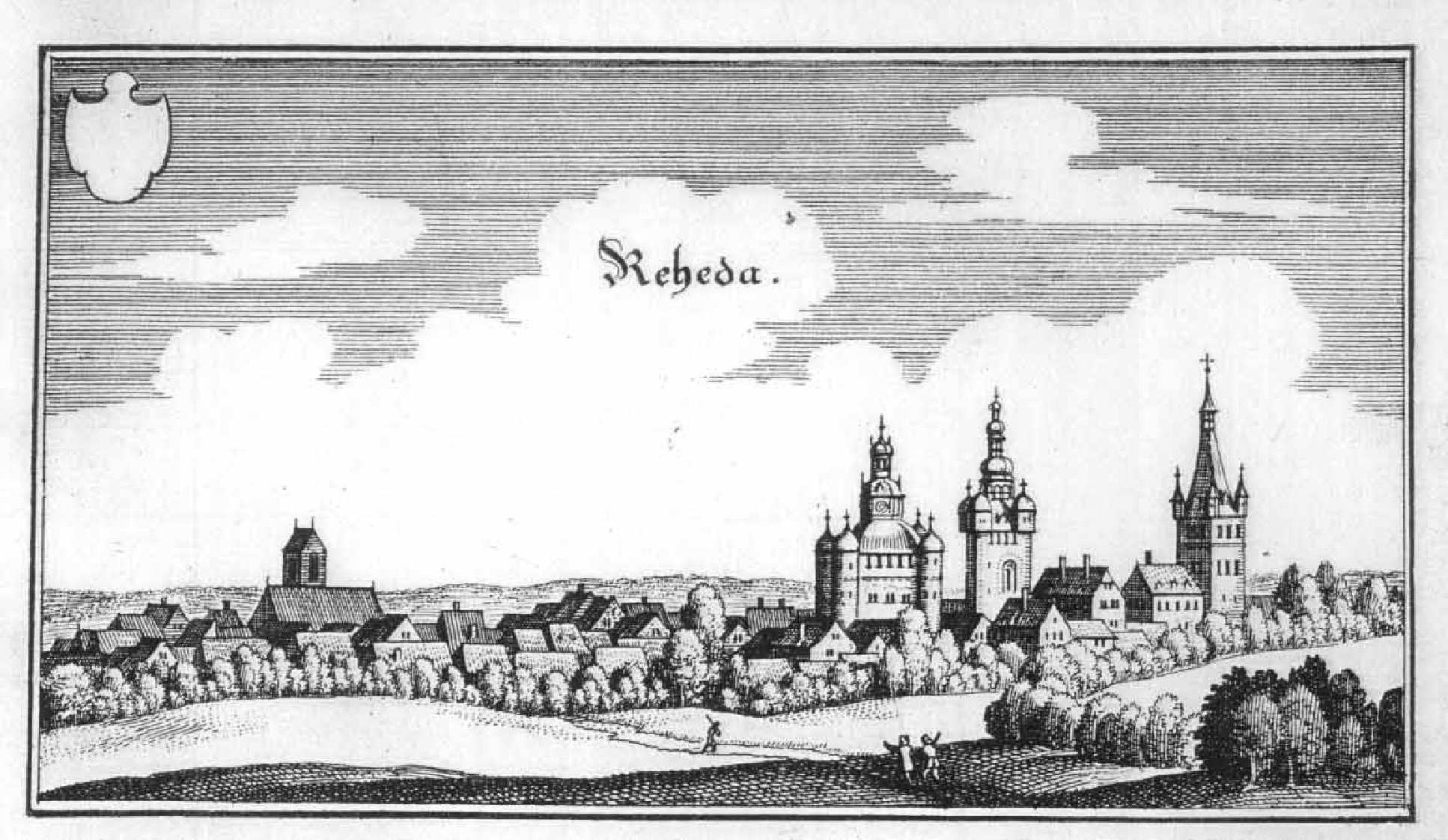
1647年に出版されたマテウス・メーリアンの銅版画に描かれたレーダ

その後1624年から1625年に対抗宗教改革運動が興った。三十年戦争でヴィーデンブリュックは、1626年にデンマークに占領された。1628年に司教フランツ・ヴィルヘルム・フォン・ヴァルテンベルクが統治を開始し、対抗宗教改革を確定させた。
1637年にこの地域で最も古いギムナジウムの 1つである「ギムナジウム・マリアヌム」が設立された。これは 6クラスのラテン語学校で、後のラーツギムナジウム・ヴィーデンブリュックの母体となった。1644年には司教フランツ・ヴィルヘルムによってフランシスコ会修道院が創設された。3年後の1647年7月にスウェーデンがヴィーデンブリュックを占領したが、防衛施設を破壊し、2か月後に撤収した。ミュンスターとオスナブリュックで行われた1647年のヴェストファーレン条約に関する議論で、オスナブリュック司教領に対してカトリックの司教とブラウンシュヴァイク＝リューネブルク家出身のルター派監督とが交互に統治するよう命じられた。
1664年、オスナブリュックの監督官エルンスト・アウグストの命令により、都市の防衛施設再建が開始された。1716年にこの街における最後の銅貨が鋳造された。1726年、レッケンベルクに新しいアムトハウス（行政庁舎）が建設された。
オスナブリュック侯領における司教本部の組織改編によりヴィーデンブリュックは1802年にハノーファー選帝侯領に属すこととなった。次いで、1807年に本市はヴェストファーレン王国領となった。1810年にこの王国は廃止され、ヴィーデンブリュックを含むアムト・レッケンベルクはウィーン会議、プロイセン王国領となり、1816年に新たに設けられたヴェストファーレン州の一部となった。これによりヴィーデンブリュックはオスナブリュック司教区から分離され、かつてオスナブリュックのアムト・レッケンベルクに属したカトリックのコミュニティはパーダーボルン大司教区に編入された。
1938年11月10日の早朝、予め近くの旅館ノイハウスに集まっていた突撃隊員らがレーダのシナゴーグに火を放った（水晶の夜）。その遺構はその後取り壊され、土地は売却された。
1938年にアウトバーン（現在の A2号線）が開通した。このアウトバーンは、時々誤って言われるようにレーダとヴィーデンブリュックとの間の境界線上をほぼ精確に通っているわけではなく、様々な箇所で何度も境界線と交差している。
1940年、元帥ヘルマン・ゲーリングによってドイツ全土で教会の鐘が軍需産業のために徴発された。1816年から1970年の地域再編まで本市はその名を冠したヴィーデンブリュック郡の首邑であった。

### 市町村合併
ノルトライン＝ヴェストファーレン州の地域再編に関して、1969年12月4日制定の「ヴィーデンブリュック郡とビーレフェルト郡の一部の新設に関する法律」により、1970年1月1日にそれまで独立した市であったレーダとヴィーデンブリュック、町村のバーテンホルスト、リンテル、ノルトレーダ＝エムス、ザンクト・ヴィートから新たな市レーダ＝ヴィーデンブリュック市が成立した。これにボーケルの小さな一部分とヘルツェブロックのボスフェルト集落が加わった。
1973年1月1日にヴィーデンブリュック郡が廃止され、レーダ＝ヴィーデンブリュックは新たに創設されたギュータースロー郡に編入された。ヴィーデンブリュック郡の廃止まで自動車のナンバーは WD であり、現在もオールドタイマーで用いられている。

## 住民

### 宗教
2013年1月1日現在の住民数 47,723人のうち 23,428人、約 49.1 % がローマ＝カトリック信者である。レーダ＝ヴィーデンブリュックはパーダーボルン大司教区に属している。10,274人、約 21.6 % が福音主義教会の信者である。この信者らはヴェストファーレンの福音主義教会のギュータースロー教会クライスに属している。10,802人、約 23.6 % がその他の宗教の信者または無宗教である。ギュータースロー郡はドイツで暮らすアラム人の中心地であり、本市には比較的多くのシリア正教徒が住んでいる。

### 人口推移
以下の表はレーダ＝ヴィーデンブリュック市の人口を示している。1939年、1950年、1961年の人口は現在の市域にあたる地域の人口である。1970年までと1987年は人口調査結果、1975年からは州のデータ管理・統計局の公的な研究結果によるものである。1975年から1985年までは推測値、1990年以降の数値は1987年の人口調査結果に基づく推定値である。
| 年              | 人口（人） |
| --------------- | ---------- |
| 1939 (5月17日)  | 18,014     |
| 1950 (9月13日)  | 26,702     |
| 1961 (6月6日)   | 32,214     |
| 1969 (12月31日) | 36,903     |
| 1970 (5月27日)  | 36,676     |
| 1974 (6月30日)  | 37,508     |
| 1975 (12月31日) | 37,365     |
| 1980 (12月31日) | 37,945     |
| 1985 (12月31日) | 37,538     |
| 1987 (5月25日)  | 36,822     |

| 年              | 人口（人） |
| --------------- | ---------- |
| 1990 (12月31日) | 38,327     |
| 1995 (12月31日) | 42,155     |
| 2000 (12月31日) | 44,932     |
| 2005 (12月31日) | 46,440     |
| 2007 (12月31日) | 46,710     |
| 2012 (12月31日) | 46,858     |
| 2014 (1月1日)   | 47,757     |
| 2015 (1月1日)   | 48,080     |

## 行政
レーダ＝ヴィーデンブリュックは、州議会選挙ではギュータースロー III区、連邦議会選挙ではギュータースロー選挙区に属す。

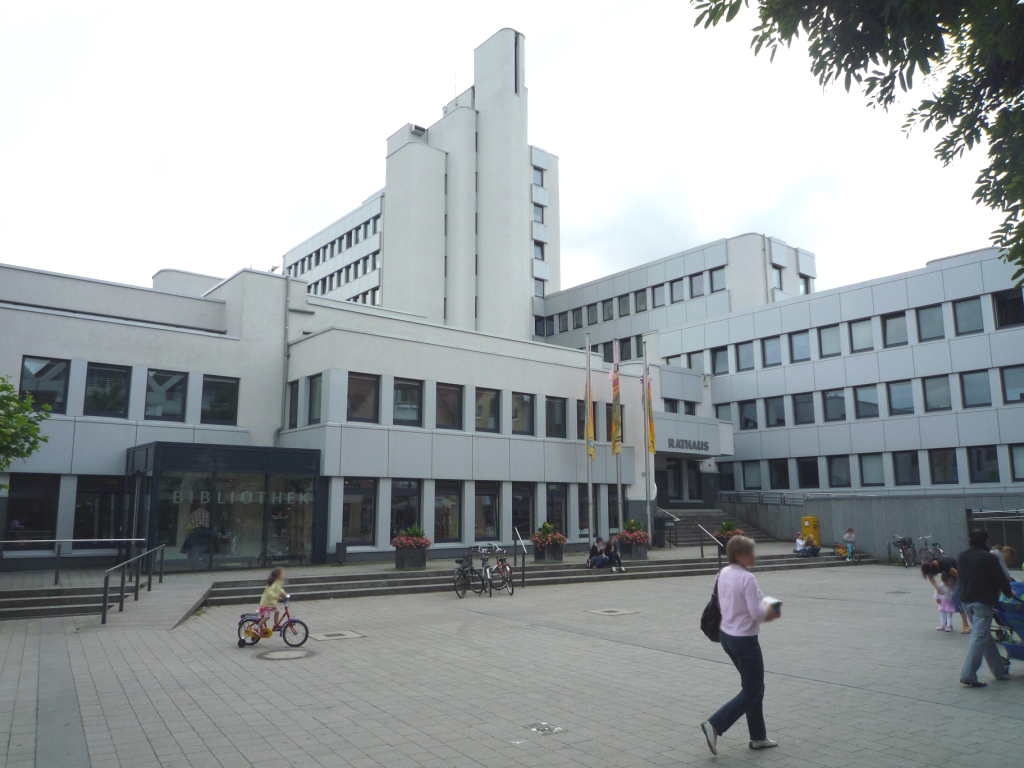
レーダ＝ヴィーデンブリュックの市庁舎

### 市議会
レーダ＝ヴィーデンブリュックの市議会は、38議席からなり、これに議長として市長が加わる。

### 首長
市長はテオ・メッテンボルク (CDU) である。彼は2009年に市長に選出され、2014年に 68.5 % の票を獲得して再選された。初代の専任市長はベルント・ヨストクライグレーヴェ（CDU、1999年 - 2009年）であった。それ以前、本市は名誉職の市長（市議会の議長）とシュタットディレクター（行政指導者）の二頭制であった。

### 紋章
レーダ＝ヴィーデンブリュック市の紋章の図柄は以下の通り: 銀地（白地）と赤地に左右二分割。向かって左は、金色（黄色）の冠を被って左（向かって右）を向いた黒い獅子。向かって右は金色（黄色）の 6本スポークの輪。
1970年にレーダ、ヴィーデンブリュック、バーテンホルスト、リンテル、ノルトレーダ＝エムス、ザンクト・ヴィートが合併して成立した新しい街レーダ＝ヴィーデンブリュック市の紋章は、1971年8月25日に承認された。この紋章は、かつてのレーダ市の紋章（1908年6月15日承認）の意匠とヴィーデンブリュック市の紋章（1912年5月2日承認）の意匠を引き継いでいる。獅子はレーダ家のチャージで、レーダが属すベントハイム＝テックレンブルク伯の紋章に保持されている。輪 (Rad) は、ヴィーデンブリュックが属していたかつてのオスナブリュックのアムト・レッケンベルク（レートヒェンブルク Rädchenburg）の印章デザインである。

### 姉妹都市
- オルデンザール（オランダ、オーファーアイセル州）1976年
- パラモス（スペイン語版、英語版）（スペイン、カタルーニャ州）1995年

レーダとヴィーデンブリュックとが合併する前、レーダは1958年からズウォティ・ストク、ヴィーデンブリュックは1952年からゾンプコビツェ・シロンスキエ（ともにポーランド、ドルヌィ・シロンスク県）の援助協力市となっていた。合併後はレーダ＝ヴィーデンブリュック市が援助協力都市関係を引き継いだ。
レーダ＝ヴィーデンブリュックはテューリンゲン州のハイルバート・ハイリゲンシュタットの援助協力都市であったが、現在は正式に友好都市協定を結んでいる。
本市は、1976年からトーゴの Gouda郡と、1987年から Adjèngré郡に対して「自立支援」の形で援助を行っている。

## 文化と見所

### 演劇
本市には固有の劇場がない。しかし、様々な場所（ギムナジウムの講堂、公民館、市立ホール「レートゥス」など）で多くの催し（市民大学の演劇シリーズ、コンサートなど）が開催されている。現在レートゥスの新築が計画されており、これまで果たしてきた市立ホール/劇場の機能を引き継ぐ。

### 美術館、博物館
レーダ＝ヴィーデンブリュックにはいくつかの博物館がある。
- ヴィーデンブリュック派博物館、ヘトガー＝ガッセ1番地。この博物館は、約30の祭壇製造所、いわゆるヴィーデンブリュック派の歴史を展示している。博物館自体は、ディードリヒス・ウント・クノッヒェ彫刻工房に入居している。ここには様々な分野の大規模な歴史コレクションも収蔵されている。女性詩人ルイーゼ・ヘンゼル（ドイツ語版、英語版）に関する展示品もある[17]。
- ラジオと電話の博物館は、地中深くの通信掩体壕に入居している。ここには、ラジオ、テレビ、電話、電話交換機、テレタイプ、無線工学、録音テープ機器、ラジオ放送機材といったコレクションやその他の展示品がある[18]。
- レーダ城内には馬車と演劇の博物館がある。
- リンネル博物館には、リンネルの歴史に関する私的なコレクションが収蔵されている[19]。

### 音楽

#### オーケストラ
コレギウム・ムジクムは、アマチュアの弦楽オーケストラである。このオーケストラはレーダ＝ヴィーデンブリュック室内音楽協会とともにレッケンベルク＝エムス市民大学によって運営されている。このオーケストラは、周辺での単発の出演の他に、ギュータースロー郡南部で伝統的な夏のコンサートや冬のコンサートを開催している。

#### 歌唱・合唱
- ヴィーデンブリュック・ホフヌング歌唱協会フォン 1883
- 男声歌唱協会フォン 1872 レーダ e.V.
- 男声合唱団セシリア・レーダ・フォン 1872
- 男声合唱団セシリア・ヴィーデンブリュック 1896
- 男声歌唱協会リーダーターフェル・アイントラハト 1832
- MGV ゲゼリヒカイト・バーテンホルスト
- 聖エギディウス青年・児童合唱団
- シャンティーコール - ディー・エムスメーヴェン - フォン 1983
- 聖クレメンス青年・児童合唱団
- 児童合唱団ディー・ヨハネスシュパッツェン聖ヨハネス

#### 室内楽
フローラ・ヴェストファーリカは、レーダ城のオランジェリーでレッケンベルク＝エムス市民大学とともに年間を通して室内楽のコンサートを開催している。この団体は 2つのコンサートシリーズと 1つのフェスティバルを組織している。5月から9月までのフローラ・クラシック・ゾンマー、9月から4月までのムジカ・ダ・カメーラ、5月のハルモニー・ムジーク・フェスティバル（マーロット五重奏団と共同）である。

#### 福音主義の教会音楽
レーダとヴィーデンブリュックの福音主義教会組織は、レーダ＝ヴィーデンブリュック教会合唱団、レーダ＝ヴィーデンブリュック青年合唱団および様々なプロジェクトの合唱団による広範な共同音楽活動を行っている。さらに CVJMでは、テン・シング・レーダ＝ヴィーデンブリュックや、ヨアヒム・シュレーダー指揮のCVMJ金管アンサンブル・レーダ＝ヴィーデンブリュックの活動を組織している。

#### カトリックの教会音楽
レーダ地区では、カントールのヘラルト・ゴークスにより聖クレメンス教会に莫大な教会音楽の資産がもたらされた。1995年に設立された聖クレメンス児童・青年合唱団もその一つである。
ヴィーデンブリュック地区ではカントールのユルゲン・ヴュステフェルトにより聖エギディウス教会に教会音楽の資産がもたらされた。聖エギディウス児童・青年合唱団がその一つであるが、1891年に設立された聖エギディウス教会合唱団もある。聖ピウス教会では、教会音楽家ヴィルフリート・ゲッケーデの下で月に1回程度の頻度で、音楽に特化して構成された礼拝が行われている。

#### 音楽組織
- フュルストリーヒェス・トロンペーターコルプス・ツー・レーダ (FTCR) 金管アンサンブル
- 聖ゼバスティアン射撃兄弟団 e.V. ヴィーデンブリュックのマーチングバンド
- ヴェスターク＆ゲタリート消防団マーチングバンド
- レーダ・マーチングバンド

### 建築

#### レーダ地区

##### 宗教建築
- 福音主義の市教会はレーダの旧市街に位置している。この教会は1611年からゴシック様式で建造された。教会堂は小規模な三廊式のハレンキルヘであり、古い聖血礼拝堂を拡張して成立した。ほっそりとした尖塔屋根を戴く西塔（ドイツ語版、英語版）は1654年の銘を持つ。教会内には2つの墓碑がある。このうちより重要なのはドロステン・フリードリヒ・フォン・ツヴィッケル（1639年没）のもので、オスナブリュックのアダム・シュテネルトにより創られた可能性がある。1567年の銘を持つ八角形の洗礼盤は、1970年から1971年に行われた内部修復で発見された。1623年の古い教会席の遺構は、最後の教会修復以降、領主用2階席の下に見られる。後者は18世紀初めに成立した。教会の床にはかつて墓石が嵌め込まれていた。ベントハイム＝テックレンブルク伯妃ゾフィー（1691年没）とドロステン・ヨハネス・フォン・ビストラム（1685年没）の墓石もある。レーダの市教会はヴェストファーレンで最初期のプロテスタント教会建築の一つと見なされている。
- カトリックの教区教会である洗礼者聖ヨハネス教会はケルンの建築家ゴットフリート・ベームの近代建築で、1964年から1966年に建設され、1966年10月1日にパーダーボルン大司教ローレンツ・イェーガー（ドイツ語版、英語版）によって聖別された。多角形の教会室、多角形の6つの付属室、レンガの壁、鐘楼で構成されている。
- カトリックの教区教会聖クレメンス教会は 2本の塔を持つネオロマネスク建築で、1910年にルートヴィヒ・ベッカーによって建造された。バロックオルガンをモデルにつくられた堂々としたオルガンは1984年に エンディンゲン（ドイツ語版、英語版）のフィッシャー + クレーマー社によって製作された。

- 福音主義の市教会
- カトリックの洗礼者聖ヨハネス教会
- カトリックの聖クレメンス教会

##### 世俗建築

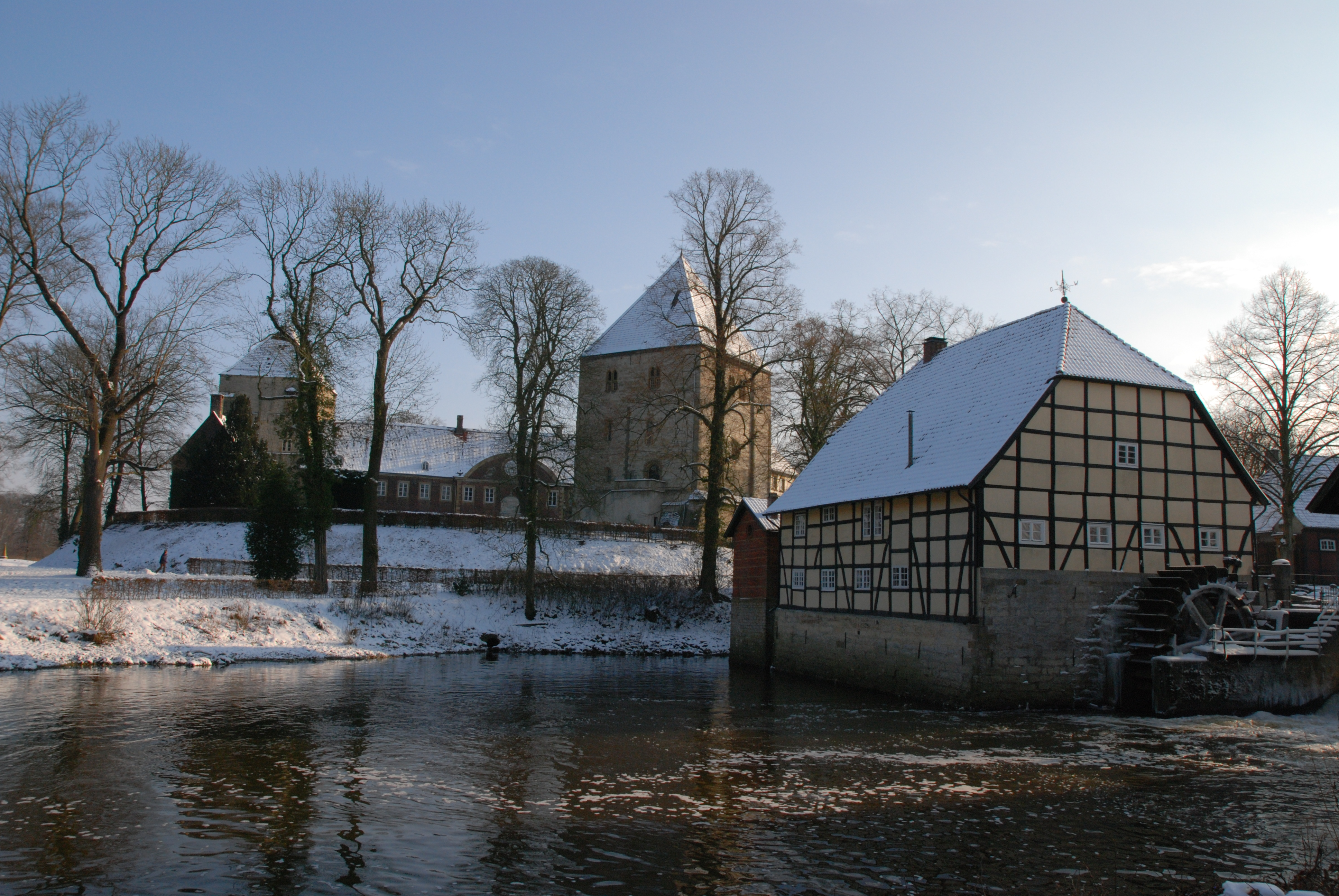
レーダ城

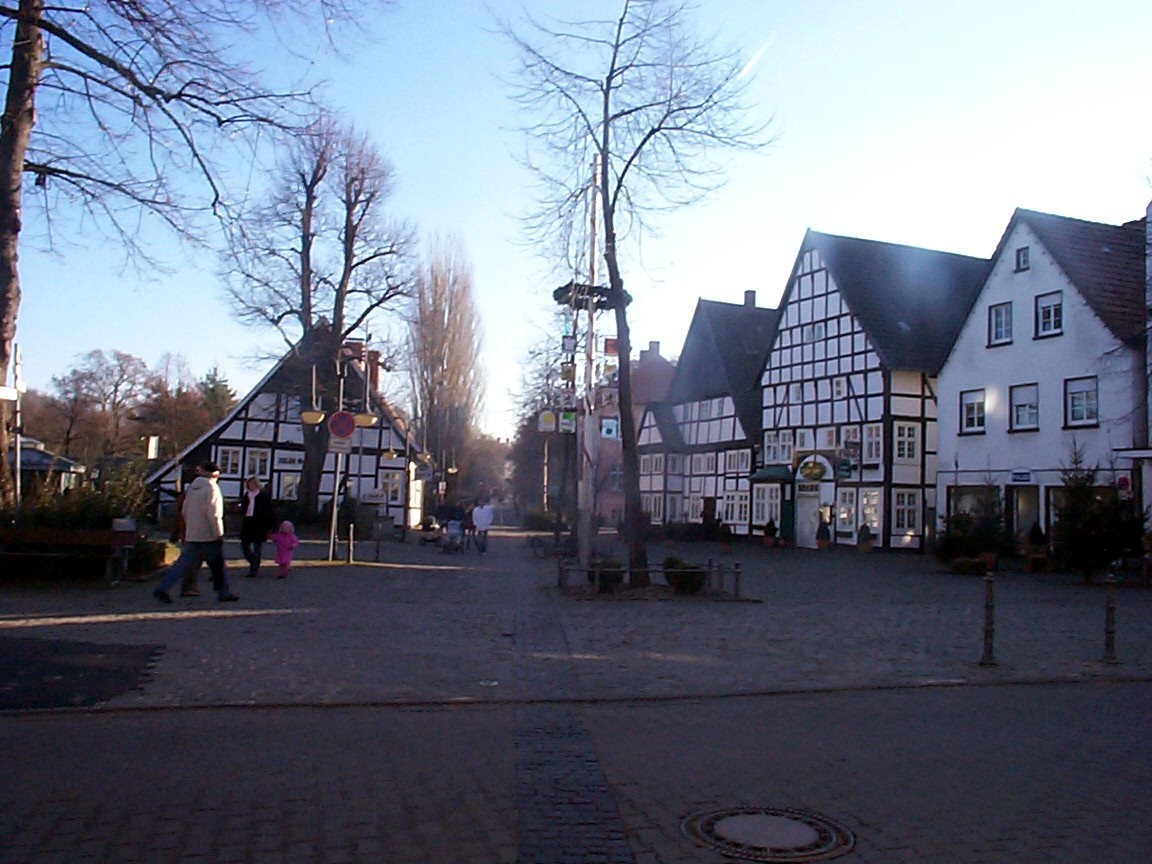
木組み建築が並ぶドクトール広場

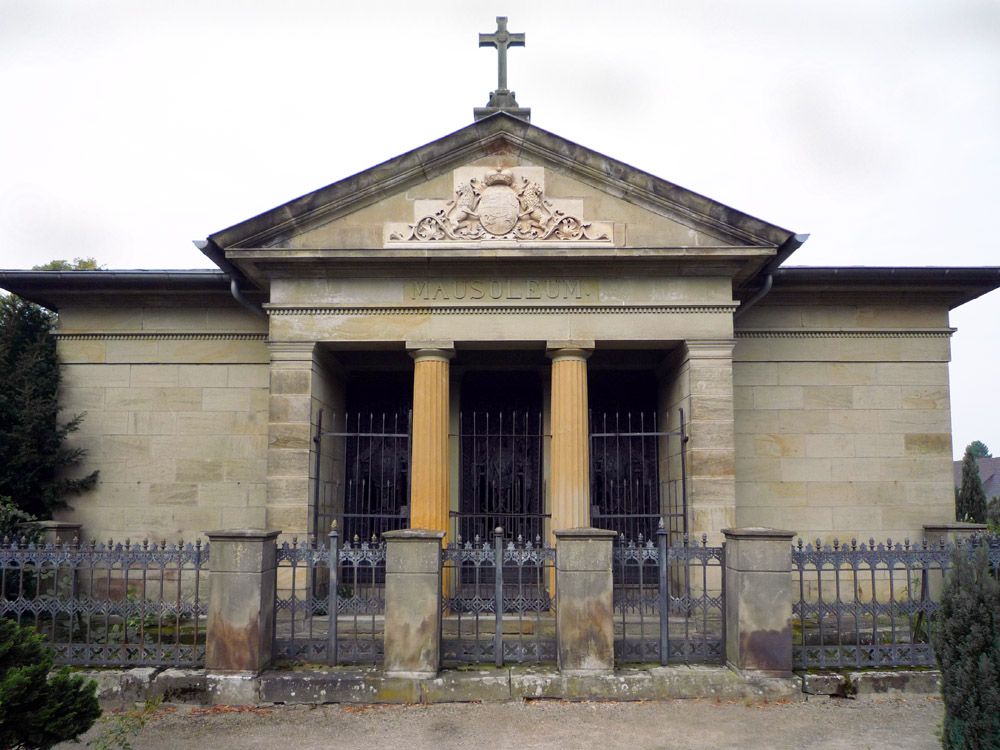
レーダの墓地に建つ廟堂

- レーダ城は、人工的に盛り土された丘の上に建っている。この城館庭園は、ヨーロッパ庭園遺産ネットワークに組み込まれている。
- 住宅: 元々旧市街には、板張りの破風を持つ切妻造木組み建築のディーレンハウス[訳注 1]が多くあった。隣のヴィーデンブリュックとは対照的に、贅沢な彫刻装飾は見られない。中央に天井の高い土間があり、通常は道路から大きな扉を通って入る。石造建築は、19世紀になるまで残っていた。1970年代に内市街の多くの部分が都市再開発の犠牲になった。特にかつてのガチョウ市場（現在の市庁舎広場）を含む市教会周辺付近は打撃を被った。何棟かの建物は1972年にハラルト・ダイルマン（ドイツ語版、英語版）の計画に基づき建設された新市庁舎に建て替えられた。この新市庁舎は内市街の建築構成を完全に破壊した。1708年建造のランゲ通り 25番地（現在のベルリナー通り）の家屋が失われたことで歴史的中核市区で最も美しい家屋の一つが姿を消した。この建物は1969年に解体され、2007年から2010年にヴェストファーレン野外博物館デトモルト内に再建された[21]。しかし、脇道、特にクライネン通りとモース通り沿いには16世紀から19世紀に造られた一連の木組み建築の街並みが遺されている。「アム・グローセン・ヴァル」の通りには街並みがある程度遺されている。
個別の家屋建築は以下のものがある。
  - ベルリナー通り 19番地（ドクトール広場のホテル）。かつてはズザンナ姉妹団の未亡人のための施設であった。破風が持ち送りの上にいくつも張り出しているこの建物は1732年の銘を持つ。漆喰が塗られた格子状の壁にはレンガを模した彩色がなされている。
  - ドクトール広場 5番地（旅館「ミュンツェ亭」）。脇に増築部分を持つ2階建ての木組み建築で、1604年にこの街で最初の薬局として建設された。1875年、かつてオランジュリー庭園にあった旧造幣所の梁が転用された。
  - ドクトール広場 6番地（旅館「ノイハウス」）。屋根裏階を有するこの大きな木組み建築は1716年に商人アンドレアス・ヴィルマンスのために建設された。彫刻が豊かに施された門の梁に紋章が見られる。
  - グローサー・ヴァル 44番地。1644年建造の通り抜けできるディーレンハウス。
  - グローサー・ヴァル 68番地（旧パン屋「ハインリングホフ」）。1565年に建設されたこの建物は、レーダに現存する最も古い木組み建築の一つである。2012年から2013年に修復され、多世代交流館として使われている。
  - ホッペン通り 10番地。16世紀の切妻造の木組み建築。土間の扉は、21世紀になって復元されたものである。
  - クライネ通り 3番地。1619年建造。
  - クライネ通り 8/10番地。2軒続きの建築で、1550年から1600年頃に建設された。
  - クライネ通り 9番地。1620年建造。
  - ナーデル通り 2番地。旧牧師館。1732年の銘を持つ。
  - ドームホーフ（アム・ドームホーフ 1番地）はかつての伯の判事の役宅であった。この土間を持つ堂々たる木組み建築は、1616年にエーバーハルト・フックによって建設された。最後の修復で古い空間配分はほぼ保持された。建物内には、1663年に制作されたいわゆる「リッペルネサンス様式」の絵が描かれた木製の天井を有するホールがある。この建物は元々取り壊される予定だったが、1986年から1988年に大規模な修復がなされた。
- ドロステンホーフ農場（ベルリナー通り 52番地、クンストハウス・アルテス）には居館だけが遺されている。この建物は近代建築とベルリナー通りからやや入り込んだ駐車場との間に挟まれている。寄せ棟の屋根を戴き、大きな入口を持つ漆喰塗りの石造建築は外壁にアンカープレートで1607年と記されている。施主は領主の代官であったフリードリヒ・フォン・ツヴィッケルである。この建物は1721年に J. イェルゲンスによって改築された。この改築によって庭園側の外階段が撤去された。内部にはバロック様式のバラスター階段が遺されている。1859年に H. カウピシュによって改築された。
- 福音主義の墓地にベントハイム＝テックレンブルク侯の廟堂がある。この廟は1830年以後に古典主義様式で建設された。

#### ヴィーデンブリュック地区

##### 宗教建築
- カトリックの教区教会であるエギディウス教会は大規模な修復の後2006年のクリスマスに再開された。新しいオルガンは2007年の復活祭に完成した。
- 聖ピウス教会はヴィーデンブリュック第2の教区教会であり、司教区の建設官であるアルドンス・ボークラーゲの設計に基づき建設された。ピウス教会は1958年にエギディウス教会から分割された。これは第二次世界大戦後に追放された人々が流入したことで人口が増えすぎたことで。分割と新たな教会堂が必要になった事による。
- カトリックの聖マリエン教会はフランシスコ会の閉鎖された修道院教会であるが、地元の人たちはこれも教区教会と呼んでいる。聖マリエン教会は巡礼教会であり、2008年に修復がなされた。フランシスコ会修道院は360年以上前からヴィーデンブリュックに存在している。2006年以降、連邦レベルのノビシャドがニュルンベルクからヴィーデンブリュックに移転している。このフランシスコ会修道院は、聖金曜日に行われるヴィーデンブリュックの十字架の道行きの保護者である。
- 十字架教会はヴィーデンブリュック地区唯一の福音主義教会である。
- 聖ヨハネス教会はヴィーデンブリュックのシリア正教会である。

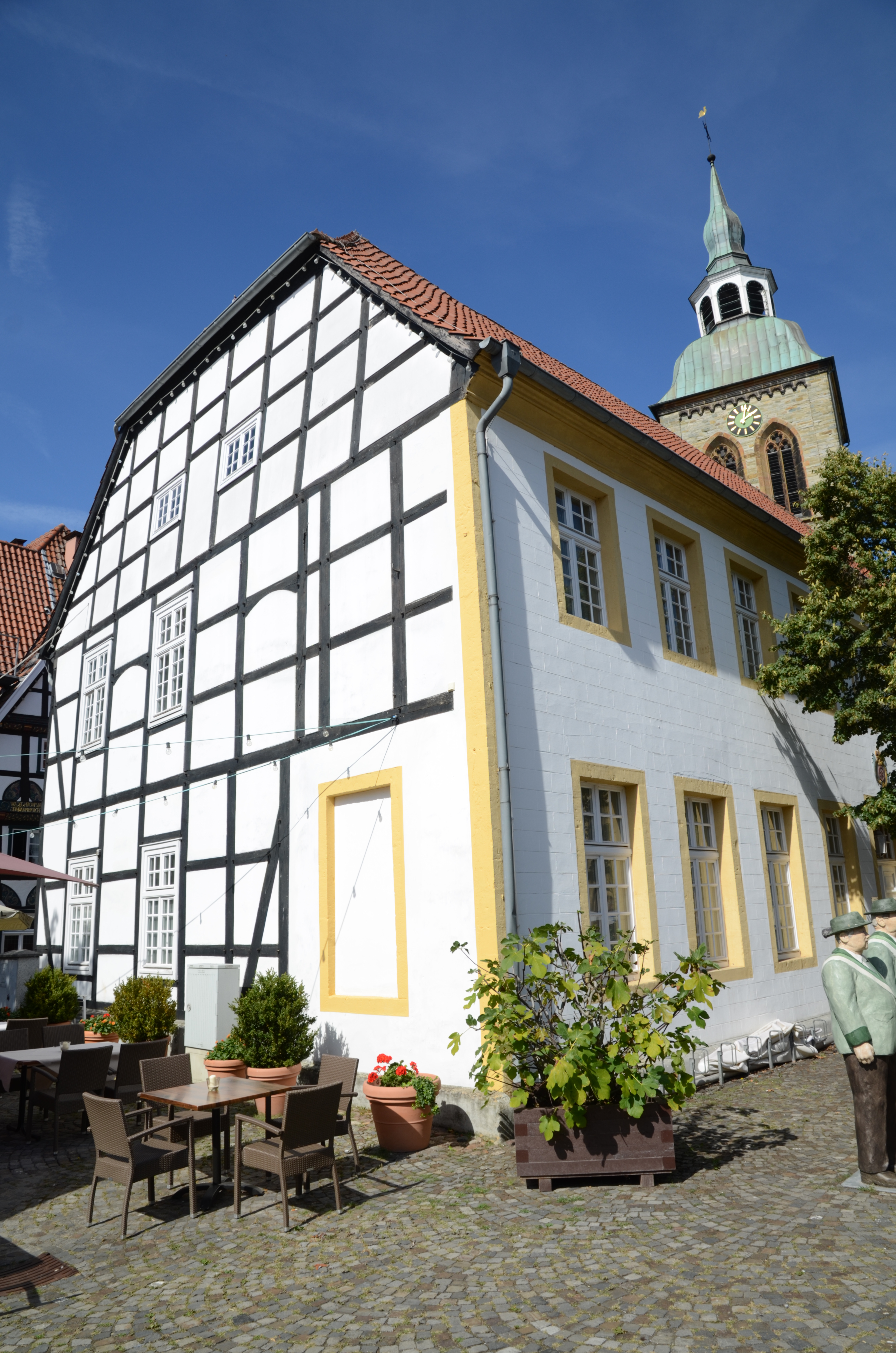
ヴィーデンブリュックの市庁舎

- 聖エギディウス教会
- 聖ピウス教会
- 聖マリエン教会
- フランシスコ修道院
- 十字架教会
- 聖ヨハネス教会

##### 行政建築
マルクト広場に面した市庁舎は1619年に 3階建ての木組み建築として建造された。1790年の建て直しの際にマルクト広場に面した新しい堂々としたファサードが設けられ、半切妻屋根が見られる。

##### 世俗建築
密集していることで有名だったかつての街並みは、解体と新築が繰り返されたことにより大きく損なわれた。しかし統一的で密集した都市景観がほとんど遺されない状態となったレーダとは異なり、ヴィーデンブリュックにおける1970年代の再開発はそれほど広範囲なものではなかった。1968年に水路拡張のために、重要な建造物シェーンホーフが失われたことは、この街の歴史にとって特に痛手となった。この建物はその後ヴェストファーレン野外博物館デトモルトに再建された。その後都市の復元に向けての努力がなされ、必要な新しい建物がうまく調和し完全に成功を収めた。
古民家の数は現在も注目に値する。その多くは切妻造の木組みのディーレンハウスであり、その一部には彫刻が見られる。こうした建物は、通りに面して大きな入口が設けられた吹き抜けの土間を特領とする。一見、田舎のファッハハレンハウスとの類似性が強いが、ここには農業に従事する市民はほとんどいなかった。最新の知見によれば、これらは平土間式家屋の発展型ではなく、初めは単なる大きな空間からなる「アインハウス」から形成されていったものである。こうした建物の多くには手工業者が住んでいた。農業は単に副業として営まれ、自給用に耕作がなされたに過ぎない。家畜は、家屋の裏の土地に建てられた独立した家畜小屋で飼育された。ヴェストファーレン地方の他の小都市と同様にヴィーデンブリュックは特に手工業の街であり、一部は商人も住んでいたが、本来の意味における農業市民の都市ではなかった。
個別の建物については以下のものがある。

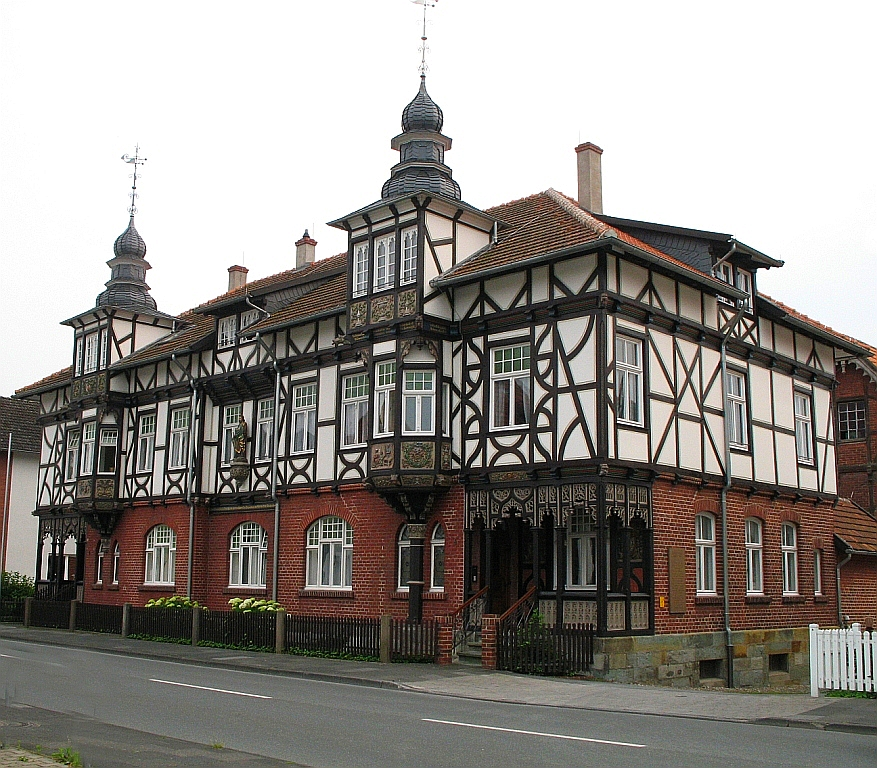
ヴィーデンブリュック芸術家の家

- カットハーゲン 2番地。彫刻が施された板が張られた 4階建ての切妻建築で、1624年の銘を持つ。
- イン・デア・ハレ 2番地（ヘンメルマン邸）。1567年に建設された 4階建てのこの建物にはフェッヒャーロゼッテ[訳注 3]の彫刻が豊かに刻まれている。土間の入口の他、張り出し部分で短くなった上階の周辺にも見られる。長らく漆喰で上塗りされていたが、1963年に漆喰が剥がされ、1994年に大規模な修復がなされた。
- イン・デア・ハレ 4番地。4階建て。1階部分が堅牢に改修された切妻建築で、年輪年代学により1513年建造とされている。上階と破風は持ち送りの上に張り出している。
- キルヒプラッツ 1番地。16世紀中頃の豊かな装飾彫刻が施された木組みを持つ。張り出し部には1610年の銘がある。
- キルヒ通り 10番地。この旅館「フックスヘーレ」（直訳すると「キツネの穴」）は、大規模な都市火災の後、1686年に建設された。張り出し部と美しいバロック様式の玄関を持つ。
- クリンゲルブリンク 25番地。1582年の銘を持つが、その後大きく改造されている。玄関アーチに豊かな装飾が施されている。
- メンヒ通り 8番地。1576年の銘を持つこの家屋は、本市で最も印象的な建物の一つである。梁には仮面とフェッヒャーロゼッテが彫り込まれている。格子状の壁にはレンガが嵌め込まれている。
- メンヒ通り 10番地。1549年の銘を持つこの建物は、伝説上の動物や仮面が彫刻された持ち送りを有している。土間の入口は後に家の扉に改築された。この建物はヴィーデンブリュックで最も古い建物である。
- メンヒ通り 12番地。半切妻造りの簡素な木組み建築で、1665年の銘を持つ。
- リートベルガー通り 6番地および8番地。旧芸術家の家。1904年建造[22]。豪華な外部彫刻が施された木組み建築。背後のゲトガーガッセには新しい「ヴィーデンブリュック学校博物館」がある。

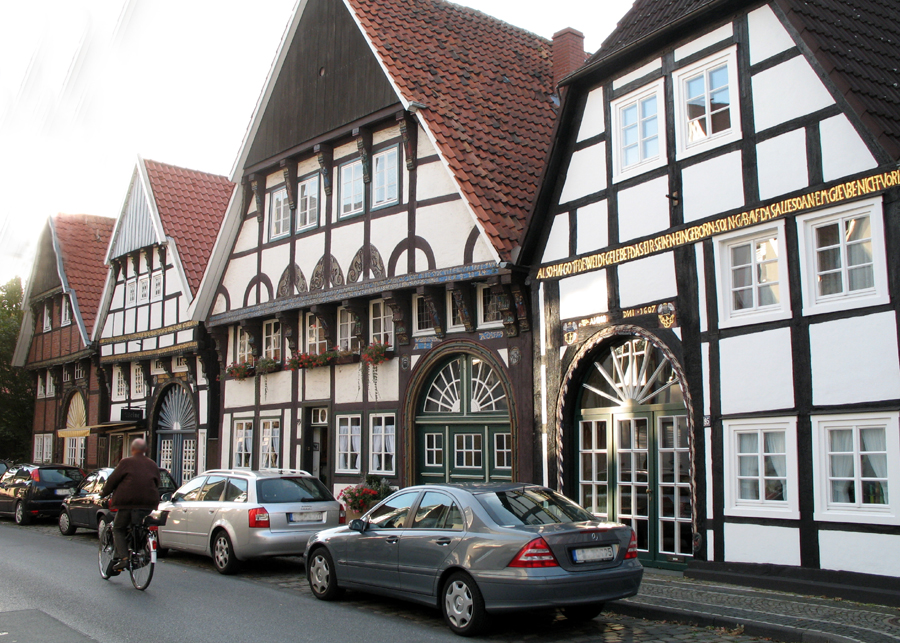
ランゲ通りの街並み

ランゲ通りは17世紀以降に建設された保存状態の良い木組みの家屋を数多く見ることができる。特に見事なのは 27番地から 35番地の建築群である。個別の建物で古いものを列記する。
- ランゲ通り 12番地。張り出し部とタウバントクナッゲ（ロープ状の装飾が施された持ち送り）を1583年建造の切妻造。
- ランゲ通り 27番地（ピルガーハウス）。半切妻造りの簡素な木組み建築で、土間の入口に1602年と1616年の銘がある。これは大規模な改築がなされたことを示している。2012年の改修工事に伴って行われた詳細な建築史学研究は骨組みの大部分が1417年に造られたものであることを明らかにした。この結果、この建物はヴィーデンブリュックで最も古い建築であるばかりか、ヴェストファーレンで最も古い木組み建築であるとされている[23]。内部には、普通はドイツ南部でしか見られない厚板張りの部屋が 4つある[24]。
- ランゲ通り 29番地。ファッヒャーロゼッテのある破風を持つ。
- ランゲ通り 38番地（ハウス・オッテンス）。この屋根裏階を持つ堂々たる切妻建築は、1635年に建造された。格子状の壁にはレンガを模した彩色がなされている。所有者が替わり、土地はひどく荒廃したが、2009年から2011年に旧市街で最も高いこの建築は徹底的に修復がなされた。
- ランゲ通り 41番地。家畜後に再び取り付けられたとされる入口のアーチには、1598年の銘がある。
- ランゲ通り 50番地。2008年まで郷土博物館として使われていた。17世紀建造のこの倉庫は、背面に豊かな彫刻が施されており、1591年の銘を持つ玄関アーチや近隣の解体された建物から転用された持ち送りがある。
- ランゲ通り 51番地。1589年の銘があり、1987年に修復された。格子状の壁には装飾的に積み上げられたレンガが嵌め込まれている。
- ランゲ通り 55番地。張り出し部があり、1565年の銘を持つ。1980年に完全に修復された。
- ランゲ通り 60番地。本市で 2番目に古い建物で、1468年に建設され、1594年にヴィカール・クリストフ・ローゼによって増築された。土間の入口上部の留め金 (Anker) によってこの建物はアンカーヴィラとも呼ばれる。
- ランゲ通り 72番地。1614年の銘を持つ。格子状の壁には装飾的に積み上げられたレンガが嵌め込まれている。
- ランゲ通り 88番地。1592年の銘があるタウバントクナッゲ、玄関アーチと敷居には蔓模様が彫刻されている。
- ランゲ通り 89番地。模様がつけられたレンガ格子を持つ。
- ランゲ通り 93番地。1559年の銘を持つ。一部に彫刻が施された四分の一円形のフスバント（木組み建築の補強材の一つ）とタウバントクナッゲがある。
- ランゲ通り 95番地。1608年の銘を持つ。

- イン・デア・ハレ 2番地
- クリンゲルブリンク 25番地
- クリンゲルブリンク 25番地の玄関
- ランゲ通り 29番地
- ランゲ通り 38番地（ハウス・オッテンス）
- ランゲ通り 51番地
- ランゲ通り 55番地
- ランゲ通り 60番地
- ランゲ通り 93番地の持ち送り

##### 防衛施設

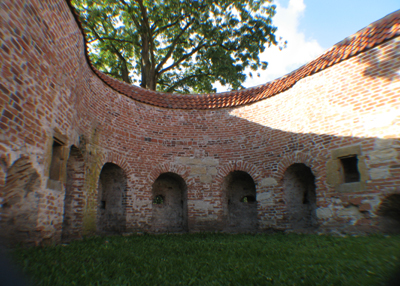
火薬塔

本市は中世以降防衛施設を有していた。市壁とその前のツヴィンガーが巡らされていた。これらの施設中、ミューレンヴァルの「火薬塔」だけが遺されている。この塔は、レンガ造り半円形のシャーレントゥルム（頂部が平らになった塔）で下部に銃眼が設けられている。この塔は15世紀または16世紀初めに建造された。エムス川とともにかつて防衛施設の堀の役割を果たしたウムフルートも遺されている。

##### 彫刻/記念碑

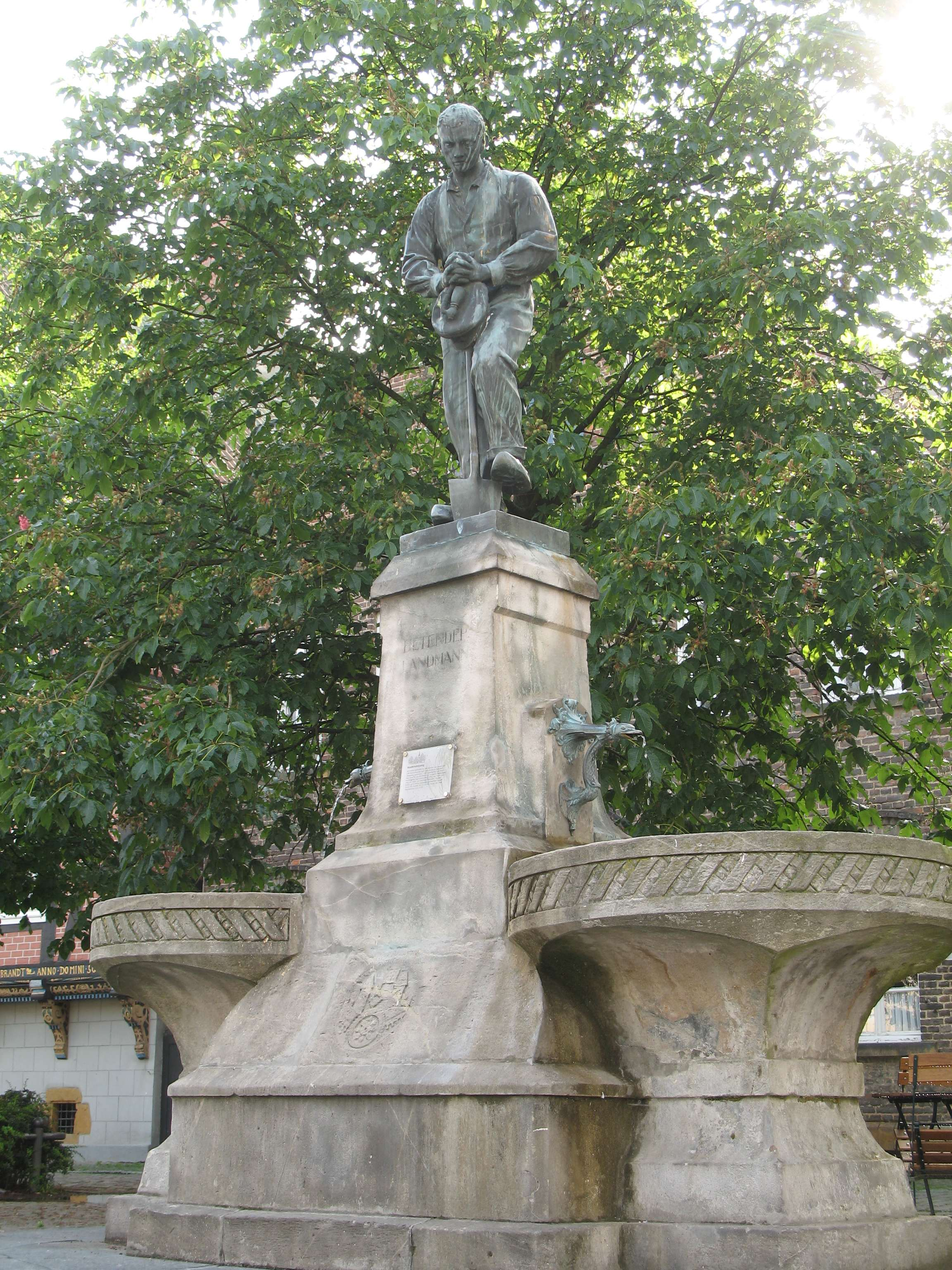
「祈る農夫」像

ヴィーデンブリュックのマルクト広場にある泉の像「祈る農夫」は祈る人物を象っている。台座は、2つの水盤の間にあり、「Betender Landmann」（「祈る農夫」）と刻み込まれている。この像は、ヴィーデンブリュックの名誉市民（1901年）で、1882年から1892年までヴィーデンブリュック郡の郡長、1898年から1902年までシュレースヴィヒの上級参事官、1902年からはプロイセンのベルリン文化大臣を歴任したエルンスト・オスターラートによって寄進された。彼はヴィーデンブリュック出身の彫刻家ベルンハルト・ハイジングと出会い、その作品に強く興味を持ち、ミュンスターの農民指導者ショルレマー＝アルストの立像（1902年）を称賛した。ハイジングは労働運動に対する関与で知られていた。彼は、故郷のヴィーデンブリュックに親しみと感謝の徴としてこの立像と同じような大きな記念碑を建てたいと考え、「祈る労働者」というアイデアを思いついた。ハイジングはその作品に、程良い労働、土地、宗教的環境を与えられた農夫が休日に自分の庭で祈りの時鐘を聴き、とても親愛な神に思いをいたすというプログラムを与えた。しかし地元ではすぐに「労働者」ではなく「農夫」と呼ばれるようになった。
この像は、マルクト広場の泉とともに1903年11月1日に公式に完成した。多くのギルドが形成された手工業都市としての歴史や住民の深い信仰心はこの芸術作品に表現されている。
この泉の像は歴史の曲折を経験した。第一次世界大戦中、この像は軍装備を得るために撤去され、鋳つぶされることになっていた。しかしこの像はその運命を免れ、ベルリンの鋳造所でヴィーデンベックの商人フェリックス・プレーガーに偶然発見されて無傷でヴィーデンブリュックに運ばれた。
第二次世界大戦中、この像は再び撤去され、実際に鋳つぶされてしまった。予め作られていた石膏の型がこの人気の像の再建立に役立った。ブロンズ像を鋳造するために原型の大きな石膏像がハイジング家の子孫によってバート・ドリーブルクに何年も前から運ばれていたことは、ヴィーデンブリュックでは1950年まで知られていなかった。彫刻家ベルント・ハルトマンは石膏型に基づいて新たに鋳造を行い、1951年12月、元々あった場所で除幕式が行われた。

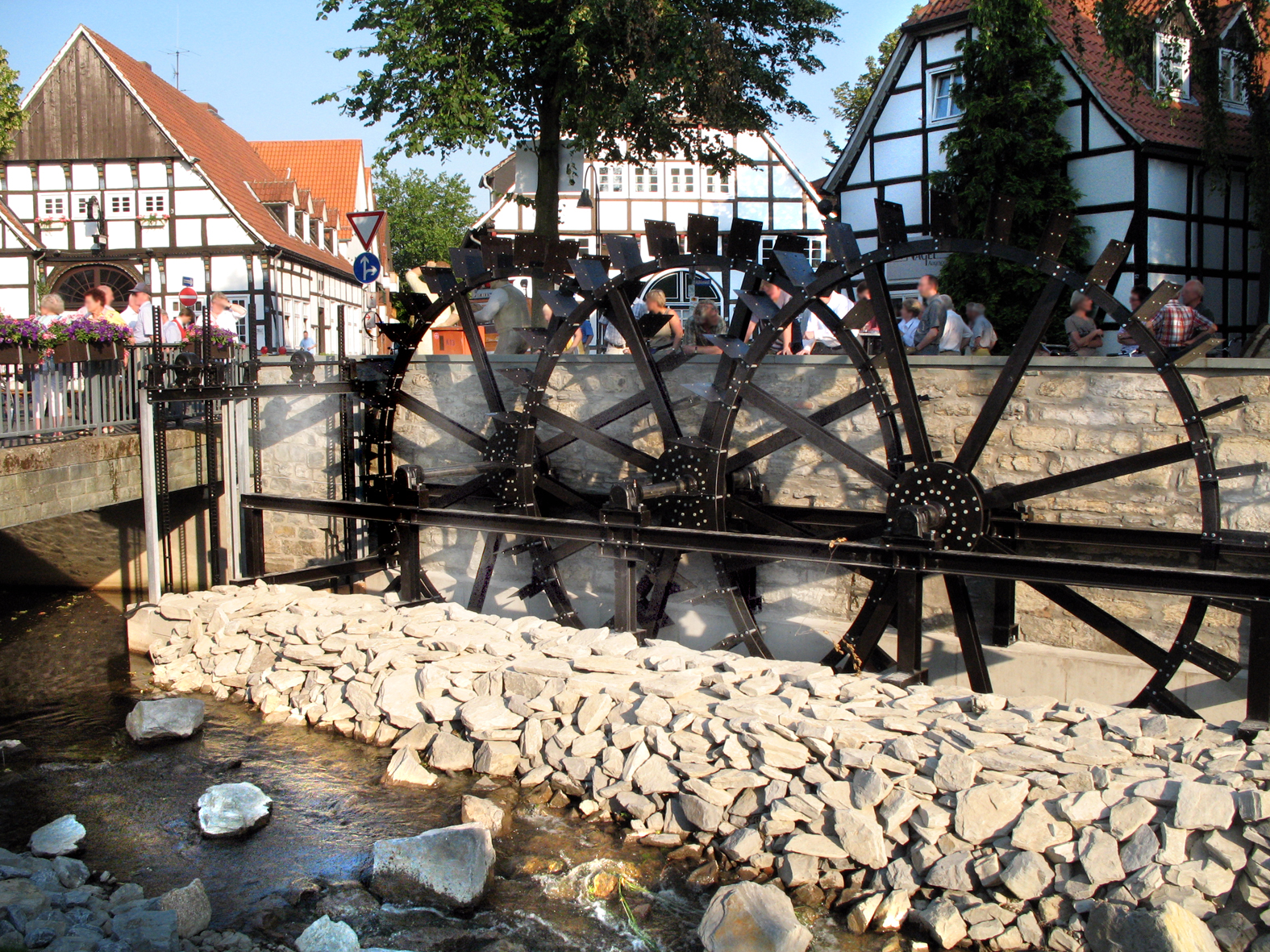
ノイエ・ミューレ記念碑

歴史的な原型に基づいて再建された3つの水車の輪はミューレンヴァルとレクトラーツ通りとの角にあった脱穀水車「ノイエ・ミューレ」を記念したものである。この水車は1250年から1969年まで存在していた。3つの水車の輪を組み合わせるのは極めて珍しい。
水車の輪の直径はそれぞれ約 5 m である。合計約 2500の歯車がこの構造物のために稼働していた。この水車はエムス川から人為的に掘削された支流ウムフルート川によって稼働していた。エムス川とウムフルート川はヴィーデンブリュックの歴史的な中核市区を囲んで流れており、かつては都市防衛施設の一部をなしていた。この記念碑は2007年6月8日に完成し、フランツ＝ヨーゼフ・クラーネからこの都市に寄贈された。市はミュール広場の再開発に 5万ユーロを費やした。2008年9月5日、公園に石臼が設置された。これは1888年に焼失した蒸留所「アウフ・デム・シルデ」で用いられていたものである。
レクトラーツ通りには兵士記念碑があり、聖エギディウス教会前には戦争と暴力に対する警告碑がある。

### 公園
レーダ＝ヴィーデンブリュックは、1988年のノルトライン＝ヴェストファーレン州ガルテンシャウの開催地で、アウトバーン A2号線の左右にあるエムス河畔の草地が会場となった。現在フローラ・ヴェストファリカと呼ばれているこの場所は、広さ約 60 ha の広大な風景庭園として市街地内に遺されている。
この施設内にはレーダ城館庭園の一部、広さ約 1 ha の部分が含まれる。城館庭園の残りの部分は 4 ha の広さがあり、一部は一般に立ち入りが可能である。
城館庭園の北西約 3 km 離れた場所に、広さ約 1 ha のボスフェルト邸庭園があるが、一般の立ち入ることはできない。
ヴィーデンブリュックには広さ約 6 ha のアムツハウス・レッケンベルクの庭園がある。

### 自然文化財と自然保護区
本市では、2本のオークの木と1つの池がギュータースロー郡から自然文化財に指定されている。オークの1本はレーダ市区にあり、もう1本と池はザンクト・ヴィート地区にある。さらに2つの自然保護区がある。1つはアム・メルシュグラーベン保護区、もう1つはエルレンブルーフ・ウント・シュロスヴィーゼン・レーダ保護区である。

### クラブ、サークル、協会
本市には多彩なクラブ、サークル、協会がある。主なものを以下に列記する。
- スポーツクラブ
  - SC ヴィーデンブリュック 2000 － サッカー、体操、自転車競技、ダンス、卓球
  - FSC レーダ e.V. - サッカー
  - VfL レーダ - サッカー
  - BSC レーダ - サッカー、体操
  - ロート＝ヴァイス＝ザンクト・ヴィート e.V. - サッカー、ランニング、ウォーキング
  - DJK グリューン＝ヴァイス・レーダ - バスケットボール
  - ラウフェン・ウント・グーテス・トゥーン e.V. - このクラブは毎年1回ドイツ骨髄提供者公益団体やビーレフェルト＝ベーテル救急パトロールのためのチャリティーレースを開催している。
  - ヴィーデンブリュッカー・トゥルンフェライン (WTV) - 合気道、バドミントン、徒手体操、ハンドボール、柔道、ジョギング、陸上競技、リハビリスポーツ、ラグビー、少林寺拳法、水泳、トランポリン、器械体操、バレーボール、ウォーキング、ノルディックウォーキング
  - シュヴァルツ＝ゲルプ・レーダ - バドミントン、ハンドボール、柔道、自転車競技、水泳、スカート、テニス、卓球、体操、水球
  - 空手クラブ　アサヒ・レーダ＝ヴィーデンブリュック e.V.
  - ドイツ人命救助協会レーダ＝ヴィーデンブリュック
  - カヌー・クラブ・ヴィーデンブリュック＝レーダ
- 射撃クラブ
  - ランドゲマインデ・レーダ e.V. 射撃協会（農民射撃団）1897年
  - レーダ射撃協会 e.V.（都市射撃団）1933年
  - 聖ゼバスティアン市民射撃協会 ヴィーデンブリュック・フォン 1492 e.V.
  - 聖フーベルトゥス射撃兄弟団バーテンホルスト・フォン 1848
- 青年政治団体
  - ユンゲ・リベラーレ (JuLis) レーダ＝ヴィーデンブリュック
  - ユンゲ・ウニオーン (JU) レーダ＝ヴィーデンブリュック
  - ユンゲ・ゾツィアリステン (JuSo-AG) レーダ＝ヴィーデンブリュック
- カーニバルサークル
  - KG ヘリュー・フォン 1952（ヴィーデンブリュック）
  - WCV グリューネ・フンケン・フォン 1965（ヴィーデンブリュック）
  - CVR ブラウエ・フンケン（レーダ）
  - エッケ・ザーゲミュラー（リンテル）
- その他
  - ドイツ赤十字、レーダ＝ヴィーデンブリュック地方協会 e.V.
  - ドイツ・アマチュア＝ラジオ＝クラブ、レーダ＝ヴィーデンブリュック地方連盟 e.V.
  - ラジオおよびテレフォン博物館振興会
  - レーダ屋外プール振興会
  - ヴィーデンブリュック屋外プール振興会
  - 馬牧場「フォー・シーズンズ」e.V.
  - 聖エギディウス青少年合唱団育成会

### 年中行事
レーダ＝ヴィーデンブリュックには毎年繰り返される一連の行事がある。そのうちのいくつかは、地域の枠を超えて重要である。社会生活のハイライトは各地区の射撃協会の祭りである。

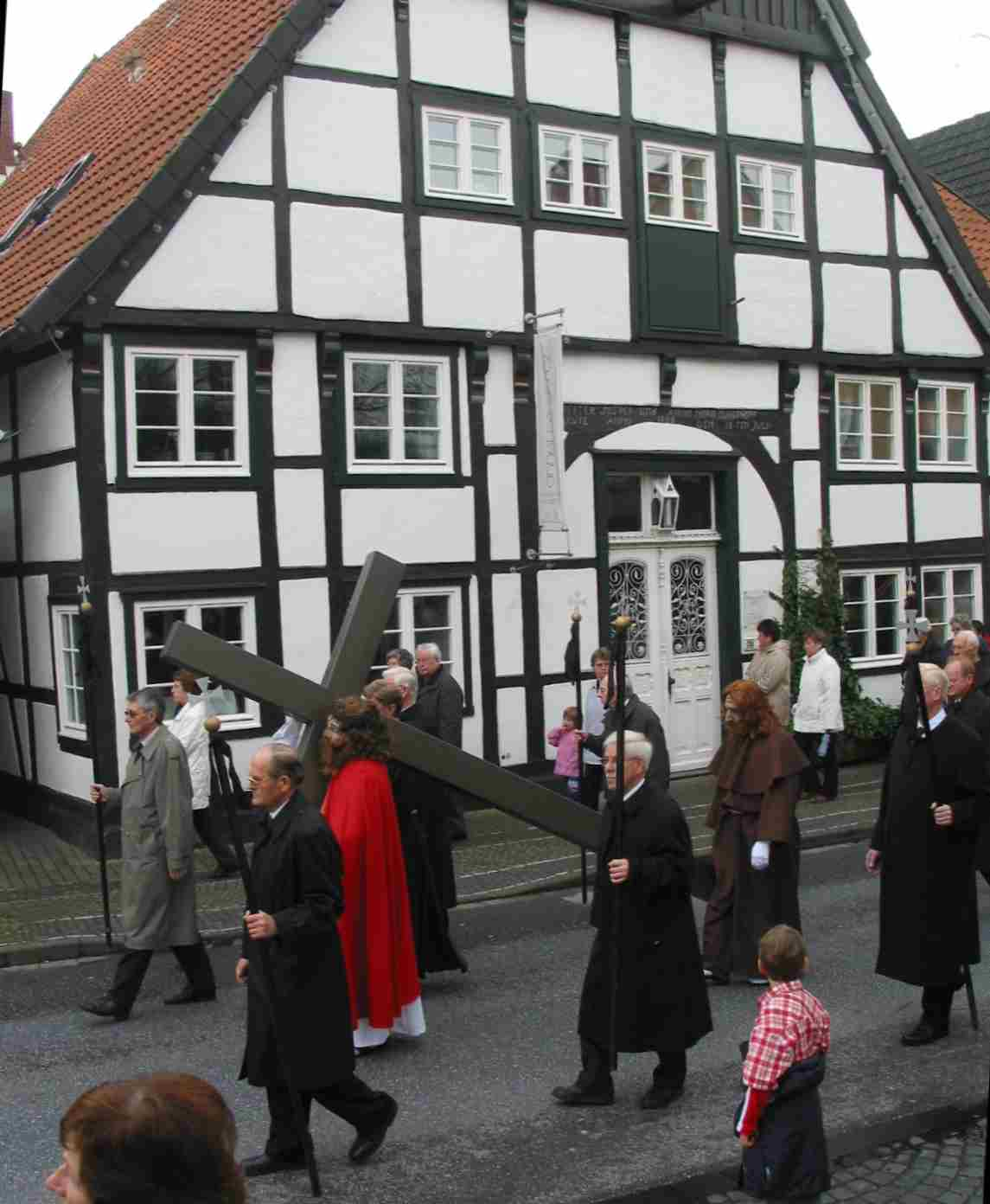
聖金曜日の行進

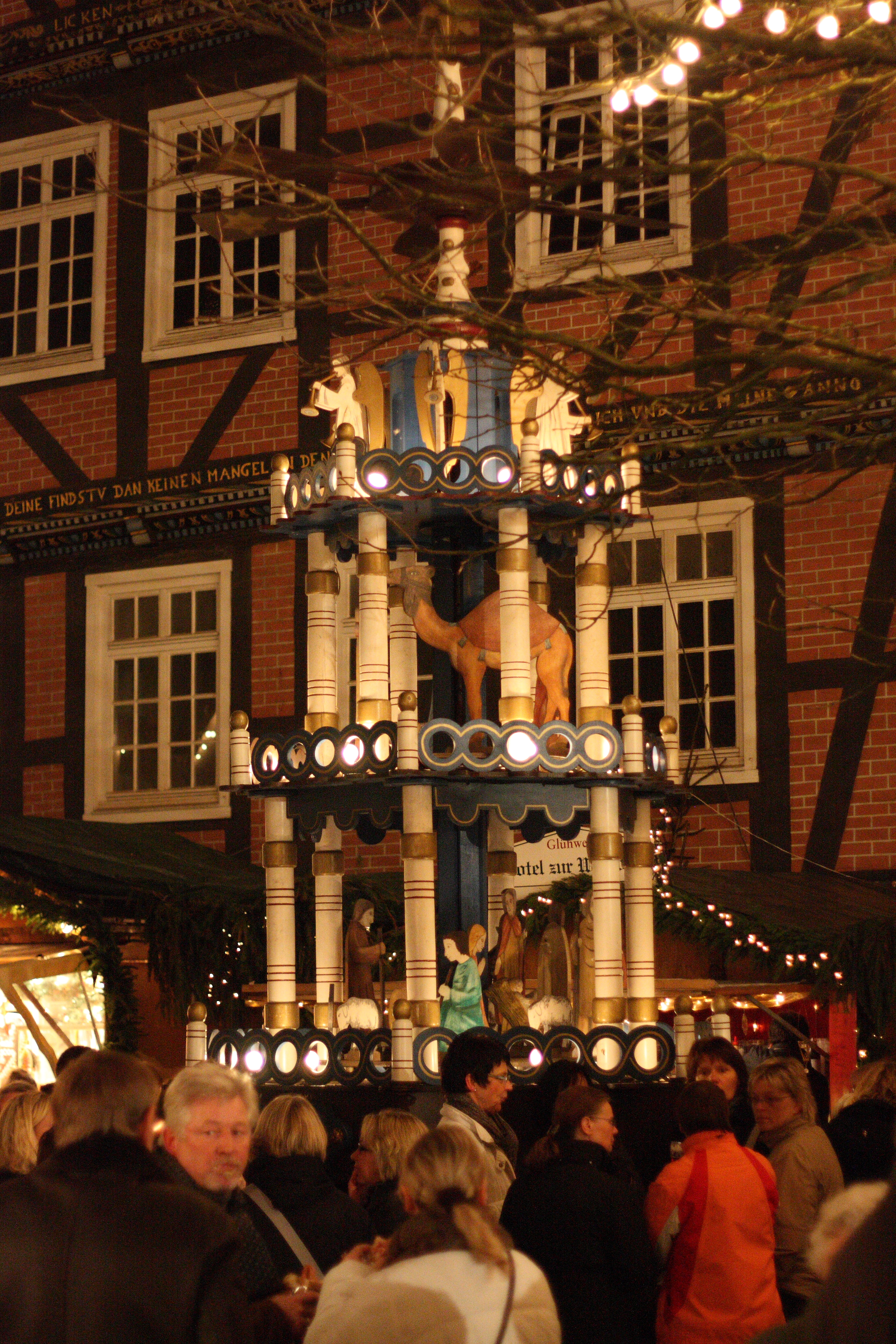
ヴィーデンブリュックの幼子キリスト・マーケット

- バラの月曜日（ドイツ語版、英語版）のパレード（レーダから出発し、ヴィーデンブリュックに至る）
- 「レーダ・エルブリュート」（春祭／市区祭）
- 聖金曜日の行進（ヴィーデンブリュックの十字架の道行き）
- カトリック教会の聖体の祝日の行進
- 「公園の春」（レーダ城のガーデンフェスティバル）
- レーダの国際文化祭
- レーダのクリスマスマーケット
- レーダ都市射撃団の射撃祭
- レーダ・ジャズフェスティバル
- ザンクト・ヴィート消防隊の消防祭
- 聖フーベルトゥス射撃兄弟団バーテンホルストの射撃祭
- ヴィーデンブリュックの聖ゼバスティアン市民射撃協会の射撃祭（8月第1週末）
- レーダの「シュレンメン・アム・シュロス」（グルメマーケット）
- リンテル消防祭（8月第2週末）
- 「レーダのレーヴェン＝ツアー」（自転車競技イベント）
- レーダ農民射撃団の射撃祭
- 「フォイアー・ウント・フランメ」（直訳すると「火と炎」）フローラ・ヴェストファーリカで行われる音楽と大花火大会
- 「ラウフェン・ウント・グーテス・トゥーン」ザンクト・ヴィートのチャリティー・レース（9月の第1土曜日）
- レーダの旧市街祭
- ヴィーデンブリュックの秋の教会祭（10月の第1週末）
- レーダのアンドレアス教会祭
- レーダのアドヴェント小市場
- ヴィーデンブリュック幼子キリスト・マーケット、幼子キリスト・レースが行われる

## 経済と社会資本

### 交通

#### 道路
レーダ＝ヴィーデンブリュック市の道路交通網は、レーダ＝ヴィーデンブリュック・インターチェンジ (Nr. 23) によって接続するアウトバーン A2号線を中心に構成されている。レーダ＝ヴィーデンブリュックは、連邦道 B55号線および B61号線の出発点であり、さらに B64が市内を通過している。
ギュータースローおよびリップシュタット行きのローカルバスが運行している。本市は「デア・ゼクサー」運賃連合(OWL交通 BmbH）に属している。ミュンスター/ハムへは越境運賃（ミュンスターラント運賃）やNRW運賃が適用される。

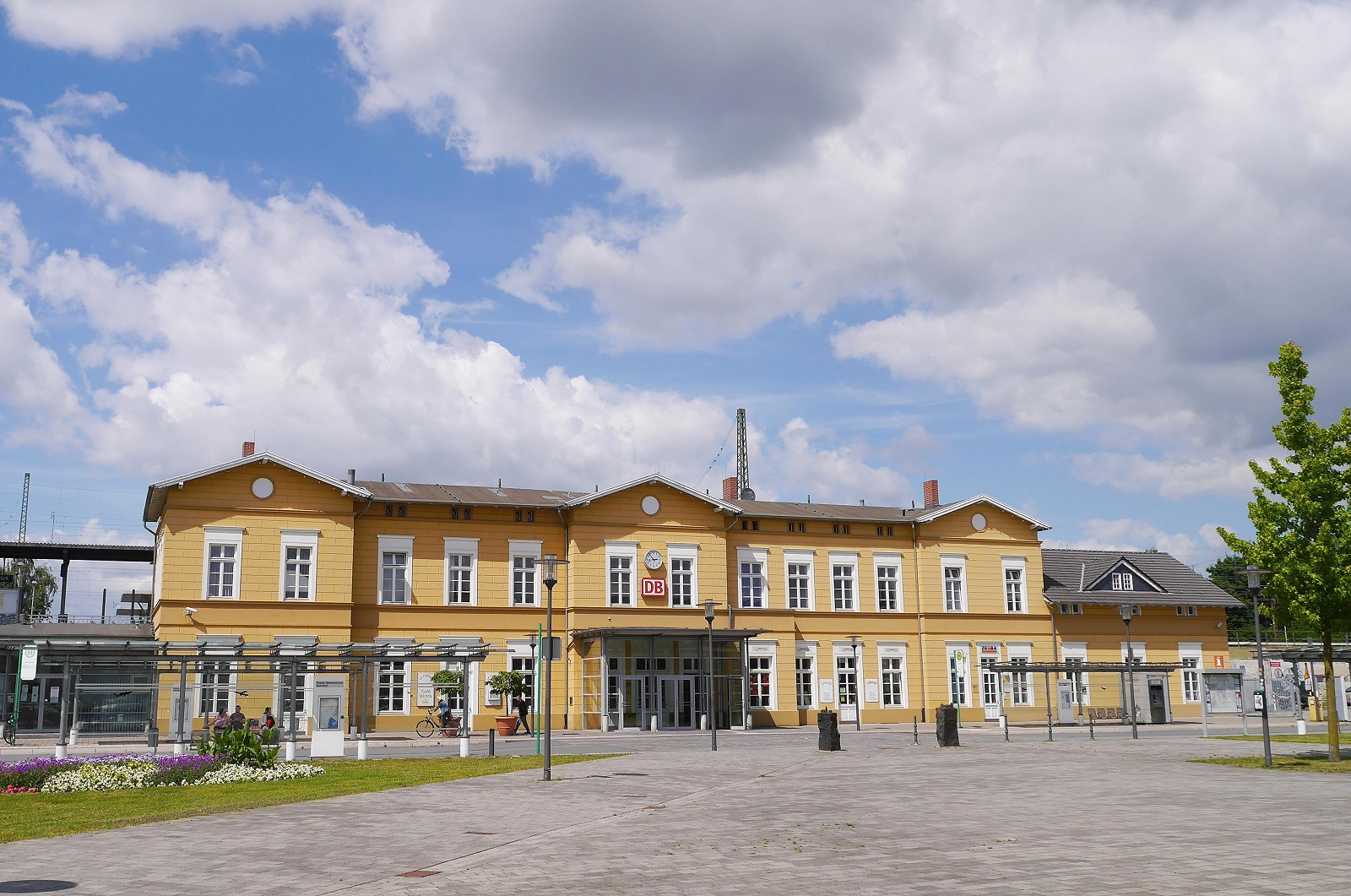
レーダ＝ヴィーデンブリュック駅

#### 鉄道
レーダ＝ヴィーデンブリュック駅（レーダ市区にある）は、ドイツで最も運行本数の多い路線の1つであるハム - ミンデン線の駅であり、ここでミュンスター行きのヴァーレンドルフ鉄道が分岐する。この路線はかつてレーダ＝ヴィーデンブリュック南を通ってリップシュタットにまで通っていた。
この駅には、ミンデン、ビーレフェルト、ハム、ミュンスター、ルール地方に直行するレギオナルエクスプレスやレギオナルバーンが発着する。

#### 航空
ミュンスター/オスナブリュック空港およびパーダーボルン/リップシュタット空港へは、それぞれ 1時間から 2時間程度で到着する。

### 公共機関
本市はレーダ市区とヴィーデンブリュック市区にそれぞれ 1つの屋外プールを有している。また、ヴィーデンブリュック市区には屋内プールもある。
市立図書館は両市区にあり、合わせて約 6万冊の書籍と約 6,500点のその他のメディアを所蔵している。
レッケンベルク＝エムス市民大学は多彩な成人教育を行っている。
市立「ユーゲントツェントルム・アルテ・エムストールシューレ」（旧エムストールシューレ青年センター）はレーダにある公共の青少年活動のための施設である。
ザンクト・エギディウス・ユーゲントハウスは若者の余暇活動として慈善活動を行っている。さらにこの施設では様々な年代のグループ向けイベントが開催されている。
レーダ＝ヴィーデンブリュックには、病床数 198床の聖ヴィンチェンツ病院がある。以前は、レーダに病床数 80床のギュータースロー市民病院の分院があった。
レーダ＝ヴィーデンブリュック消防団は約 240 人の団員がおり、レーダ、ヴィーデンブリュック、バーテンホルスト、リンテル、ザンクト・ヴィートの 5つの消防隊を形成している。
歴史的経緯に基づき、ギュータースロー郡全域を管轄する役所がいくつかこの街に存在している。

### 地元企業

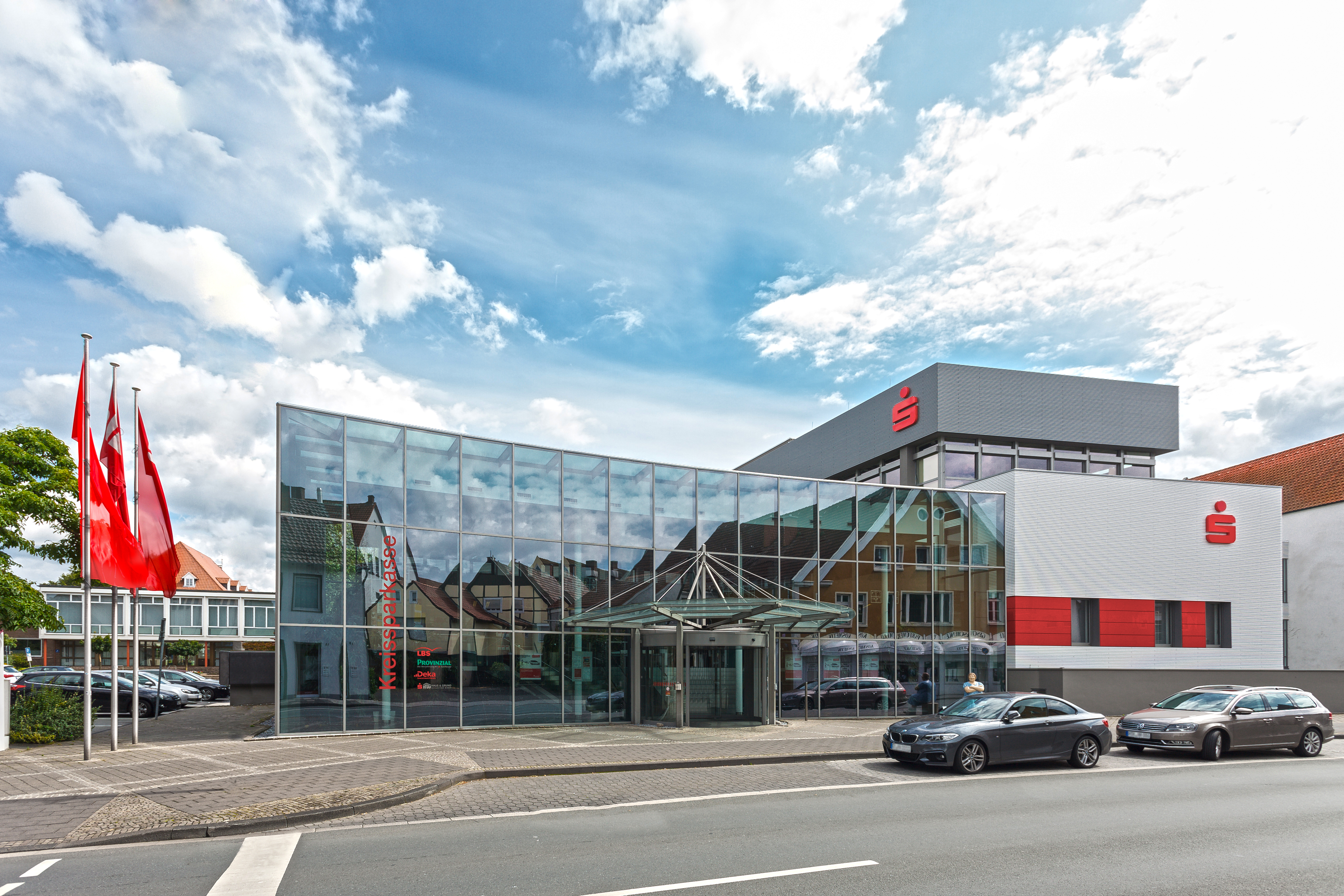
ヴィーデンブリュック貯蓄銀行本社

レーダ＝ヴィーデンブリュックで重要な産業は、木工業と家具産業、自動車産業である。
アウトバーン A2号線沿い、エルデとの市境付近のマールブルク地区に市域を越えた産業地区があり、「アウレア - A2経済センター」という名称で商品の流通を行っている。ヘルツェブロック＝クラールホルツとエルデ、レーダ＝ヴィーデンブリュックは合わせて約 150 ha の土地を産業エリアとして開発した。この産業地区のためにわざわざ造られた「ヘルツェブロック＝クラールホルツ」インターチェンジは2008年9月に完成し、開通した。

### メディア

#### 印刷媒体
レーダ＝ヴィーデンブリュックでは 4紙の日刊紙が流通している。月曜から土曜まで毎日ローカル面を含む「ノイエ・ヴェストフェリシェ」と「ヴェストファーレン＝ブラット」のローカル版が刊行されている。両紙は、ローカル面以外の一般記事をビーレフェルトにあるそれぞれの編集局で作成している。同じくローカル面を有するエルデの「ディー・グロッケ」とリップシュタットの「デア・パトリオット」も月曜から土曜まで毎日刊行されている。

#### 放送媒体
レーダ＝ヴィーデンブリュックは西部ドイツ放送のビーレフェルト地方スタジオやローカルラジオ局として報道番組を放送しているラジオ・ギュータースローの放送エリアに属している。2011年9月からはプロ・アーバイトが週2回「ブームバード・ラジオ」というタイトルでウェブラジオプログラムを制作している。対象集団はこの地域のすべての若者である。

### 教育
本市にはあらゆる形式の学校がある。市内には基礎課程学校が、アンドレアス・ヴェンネバー＝シューレ、パルクシューレ、ブリューダー＝ギリム＝シューレ、ヨハニスシューレ、ピウス＝ボニファティウス＝シューレ、アイヒェンドルフ＝ポストダム＝シューレの6校ある。上級の学校には本課程学校 2校（マティアス＝クラウディウス＝シューレとケッテラー＝シューレ）、実科学校 2校（エルンスト＝バルラハ実科学校とオスターラート実科学校）、ギムナジウム 2校（ヴィーデンブリュックのラーツギムナジウムとレーダのアインシュタイン＝ギムナジウム）がある。
生徒数の明らかな減少と両親へのアンケート結果に基づき、市議会は2012年に、2つのキャンパスを持つ総合学校の設立と、本課程学校 2校ならびにエルンスト＝バルラハ実科学校の段階的廃止を決定した。総合学校は2012/13年の学年から、フュルスト＝ベントハイム通りとブルクヴェークで開校された。本課程学校 2校とレーダの実科学校は、2012/13の学年から入学願書を受け付けていない。いずれの学校も2012年夏以降は終息に向かうが、現在のキャンパスは存続している。アインシュタイン＝ギムナジウム、ラーツギムナジウム、オスターラート実科学校は変更なく存続する。
さらに、養護学校としてハイトブリンクシューレとギュータースロー郡立コペルニクスシューレがある。
成人教育は、レッケンベルク＝エムス市民大学とその姉妹校レッケンベルク＝エムス継続教育アカデミー (FARE) gGmbH が担っている。後者は特に学校と職業との橋渡し的教育を行っている。
職業訓練には、レッケンベルク職業補習高等専門学校とエムス職業補習高等専門学校がある。
その他の学校としては、郡立消防学校、ペトツォルト＝マツケ音楽学校、ムジークガルテン、シュロス通りの音楽センター、ディー・トーンファブリーク、ハウス・アウセル・デザイン工房がある。
2014年10月15日現在、レーダ＝ヴィーデンブリュック市には（市民大学、職業補習高等専門学校、その他の学校を除いて）438人の教員と合計 5,742人の児童・生徒がいる。基礎課程学校が 1,821人、本課程学校が 432人、実科学校が 916人、ギムナジウムが 1,912人、総合学校が 470人、養護学校が 191人である。
2009年にルイヴィル大学と共同でHFHハンブルク通信大学の学習センターがレーダ＝ヴィーデンブリュック（レーダ市区）に設立された。ここでは46人の博士課程の学生が工業工学の学位取得を目指して学習している。博士課程は4年間で、Ph.Dを取得する。講義は英語で行われている。

## 人物

### 出身者
- マルティン・ハルリンクハウゼン（1902年 - 1986年）第二次世界大戦時のドイツ空軍指揮官
- インゴ・ポールマン（ドイツ語版、英語版）（1972年 - ）ポップシンガー

### ゆかりの人物
- ルイーゼ・ヘンゼル（ドイツ語版、英語版）（1798年 - 1876年）詩人、1823年 - 1825年および1853年 - 1872年の合わせて20年以上の間ヴィーデンブリュックに住んだ。
- ヨドークス・テンメ（ドイツ語版、英語版）（1789年 - 1881年）政治家、法学者、著述家、伯の子息フランツ・フォン・ベントハイム＝テックレンブルク・ツー・レーダの家庭教師
- ベルンハルト・ヘトガー（1874年 - 1949年）彫刻家。短い期間だがヴィーデンブリュックに住んだ。
- ルイジ・コラーニ（1928年 - ）デザイナー、レーダ＝ヴィーデンブリュックで時折暮らす。

### 全般
- Heinrich Gräfenstein: Rheda-Wiedenbrück – Die Doppelstadt. Verlag Hans Gieselmann, ISBN 3-923830-29-7, Bielefeld 1996.
- Martin Pollklas: Der Kreis Wiedenbrück 1933–1936 in den geheimen Lageberichten des Landrates. Verlag für Regionalgeschichte, 2002, ISBN 3-89534-284-X.
- Jochen Sänger und Peter Strüber: Die Arbeiterbewegung in Rheda und Wiedenbrück – vom Rhedaer Kreis bis zur SPD heute. 1987 und 1995.
- Heinz Joachim Koch: Rheda-Wiedenbrück. Die Ems verbindet seit Jahrhunderten. Bildband A4. 160 Seiten, 344 Farbfotografien, ISBN 978-3-7357-8407-0

### レーダ市区
- Hagen P. Eyink: Schloßgarten Rheda. Westfälische Kunststätten, Heft 51, Münster 1988.
- Franz Flaskamp: Die Hausinschriften der Stadt Rheda. In: 65. Jahresbericht des Historischen Vereins für die Grafschaft Ravensberg, Jahrgang 1966/67, Bielefeld 1968, S. 65–78.
- Heinrich Gräfenstein: Rheda-Wiedenbrück – Die Doppelstadt. Bielefeld 1996, ISBN 3-923830-29-7.
- Jürgen Kindler, Wolfgang-A. Lewe: Die Geschichte der Rhedaer Judengemeinde. In: Rhedaer Schriften, Band II, Rheda 1988.
- Ernst August Lübbermann (Hrsg.): Rheda (Zeugnisse aus alter Zeit, Band 1). Rhode Verlag, Marienfeld 1976.
- Johannes Meier: Die Herrschaft Rheda – Eine Landesaufnahme vom Ende des Alten Reiches. Verlag für Regionalgeschichte, 1999, ISBN 3-89534-288-2.
- Franz Mühlen: Schloß und Residenz Rheda. In: Westfälische Kunststätten, Heft 6. Westfälischer Heimatbund, 3. Auflage. Münster 1997.
- Gisela Schaub: Evangelische Stadtkirche zu Rheda – Aus der Zeit des Dreißigjährigen Krieges bis heute. In: Heimatkundliche Beiträge der Volksbank Rheda-Wiedenbrück, Heft 6. Rheda-Wiedenbrück 1998.
- Hermann Schaub: Die Herrschaft Rheda und ihre Residenzstadt. Von den Anfängen bis zum Ende des Alten Reiches. In: Veröffentlichungen aus dem Kreisarchiv Gütersloh, Band 10. Gütersloh 2006, ISBN 3-89534-610-1.
- Rheda, ein Rundgang durch die Altstadt (Redaktion E. Lewe, H. Koch, J. Kindler, W. A. Lewe/Fotografie H. Koch/Studio für visuelle Kreativität September 2007).
- Rhedaer Schriften: Bd. 1 W. Weinberg, Rhedaer Schmus (1986) Bd. 2 J. Kindler/W. A. Lewe/H. Bolweg: Die Geschichte der Rhedaer Judengemeinde. (1988) Im Heimatverein Rheda e. V.

### ヴィーデンブリュック市区
- Paul Breimann: Wiedenbrück und seine Altstadt. Wiedenbrück o. J.
- Günter Brüning: Kreisheimstätte Wiedenbrück 1953–2003 – Haus und Wohnung für Jedermann. Verlag für Regionalgeschichte, 2004, ISBN 3-89534-497-4.
- Heribert Griesenbrock: Wiedenbrück – Franziskanerkloster und Marienkirche (Schnell, Kunstführer 1768). Schnell & Steiner, München/Zürich 1989, ISBN 3-7954-5479-4.
- Franz Flaskamp: Bernhard Heising Ein deutsches Künstlerleben  Quellen und Forschungen zur Natur und Geschichte des Kreises Wiedenbrück, 2. Heft, Münster 1932
- Uwe Lobbedey: St. Aegidius zu Wiedenbrück (Westfälische Kunststätten, Heft 49). Westfälischer Heimatbund, Münster 1988.
- Annelore Michels: Wiedenbrück – Bilder erzählen von der Vergangenheit. Geiger-Verlag, 1997, ISBN 3-89570-362-1.
- Georg Wagner: Dorfschullehrer von damals – Der Volks- und Rektoratschullehrer Hermann Wagner (1878–1920) aus Wiedenbrück und seine Familie. Waxmann, 1990, ISBN 3-89325-969-4.
- Wiedenbrück ein Rundgang durch die Altstadt (Redaktion E. Lewe, H. Koch, J. Kindler, W.A. Lewe / Fotografie H. Koch / Studio für visuelle Kreativität September 2007).
- Hermann Schaub: Als Wiedenbrück evangelisch war. Fachwerkfassaden erhellen die Wiedenbrücker Reformationsgeschichte. Rheda-Wiedenbrück 2006.
- Josef Temme: Lebensbilder Wiedenbrücker Häuser Band 1–5, Verlag für Regionalgeschichte, Bielefeld 2009, ISBN 978-3-89534-766-5.

これらの文献は、翻訳元であるドイツ語版の参考文献として挙げられていたものであり、日本語版作成に際し直接参照してはおりません。

### 訳注
1. ↑  Dielenhaus。ドイツ北部で見られる家屋の建築様式で、大きな入り口扉を備えた広い土間を持つ建物。Diele = 玄関スペースで、北部では特に土間を意味する。
2. ↑  Fachhallenhaus。低地ドイツ地方特有の平土間式の農家建築の様式
3. ↑  Fächerrosette。半円形のロゼット文様。ドイツ北部の木組み建築の装飾に多用される。
4. ↑  中世の防衛施設の一つで、二重の防壁の間に設けられたスペース。敵を誘い込んで防壁上から攻撃する。